# Copa Libertadores de América
La Copa Libertadores de América, denominada oficialmente Conmebol Libertadores desde 2017, y llamada simplemente Copa Libertadores; es un torneo anual internacional oficial de fútbol organizado por la Confederación Sudamericana de Fútbol, creado en 1960 bajo la denominación de Copa de Campeones de América. En 1965 el torneo adoptó el nombre «Libertadores» en honor a los líderes de las guerras de independencia hispanoamericanas y brasileña de América del Sur. Es uno de los más prestigiosos torneos en el mundo y la más prestigiosa competición a nivel de clubes de fútbol en América.
El torneo ha tenido diferentes formatos desde su creación. Al inicio, solo participaban los campeones de las ligas. En 1966, comenzaron a participar los subcampeones. En 1998, los equipos de México fueron invitados a competir y participaron de forma regular hasta 2016, en 2017 se retiraron del torneo por no lograr ajustarse al nuevo calendario aprobado para los años siguientes. En 2000, el torneo se expandió de 20 a 32 equipos.
Al menos cuatro clubes por país compiten en el torneo, mientras que Argentina y Brasil tienen la mayor cantidad de clubes participantes. Tradicionalmente, se ha utilizado siempre una fase de grupos, pero el número de equipos por grupo ha variado en numerosas ocasiones. En la actualidad, desde la edición 2017, participan 47 clubes y se disputa anualmente desde enero hasta noviembre.
Desde 1989 el ganador de esta competición disputa la Recopa Sudamericana; del mismo modo, desde 2000, juega la Copa Mundial de Clubes, competición que reemplazó a la Copa Intercontinental, la cual se jugó de 1960 a 2004 entre el ganador del torneo y el campeón de Europa; y desde 2024 comenzó a disputar la Copa Intercontinental de la FIFA. También, clasifica a la segunda fase de la siguiente Copa Libertadores. Asimismo, entre 1968 y 1998 el campeón disputaba la Copa Interamericana con el vencedor de la Copa de Campeones de la Concacaf. Y también desde 1993 hasta 1996, el campeón jugó la Copa de Oro con el ganador de la Supercopa Sudamericana, el campeón de la Copa Conmebol, y el campeón de la Copa Máster de Supercopa (luego reemplazada por la Copa Máster de Conmebol). Entre 1998 y 2016, los clubes de México participaron de la competición continental con notables actuaciones; entre ellas, tres finales disputadas —aunque no pudieron ganarla en ninguna (2001, 2010 y 2015)—.
El club con más títulos es Independiente, de Argentina, con siete conquistas. El actual campeón del certamen es el equipo brasileño Botafogo, que logró su primer título, tras ganarle a Atlético Mineiro en la primera final de su historia.

## Historia

### Antecedentes

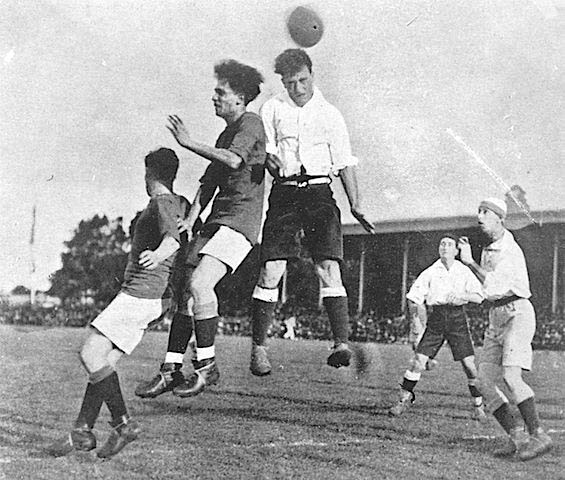
Partido por la Copa Aldao de 1919, entre Boca Juniors y Nacional.

El torneo internacional Copa Dr. Ricardo C. Aldao, con sus enfrentamientos entre los clubes campeones de Argentina y Uruguay, las dos potencias futbolísticas de las primeras décadas del siglo XX, encendieron la idea de organizar una competencia continental en los años 1930.
Años después, en 1948, se desarrolló en Chile el Campeonato Sudamericano de Campeones, una novedosa competición internacional sudamericana de clubes, que reunía a los campeones de las ligas sudamericanas. El certamen, que contó con el apoyo del presidente de la Confederación Sudamericana de Fútbol (Conmebol), el chileno Luis Valenzuela, reunió a siete equipos campeones de sus respectivas ligas nacionales: River Plate (Argentina), Litoral (Bolivia), Vasco da Gama (Brasil), Colo-Colo (Chile), Emelec (Ecuador), Minucipal (Perú) y Nacional (Uruguay).

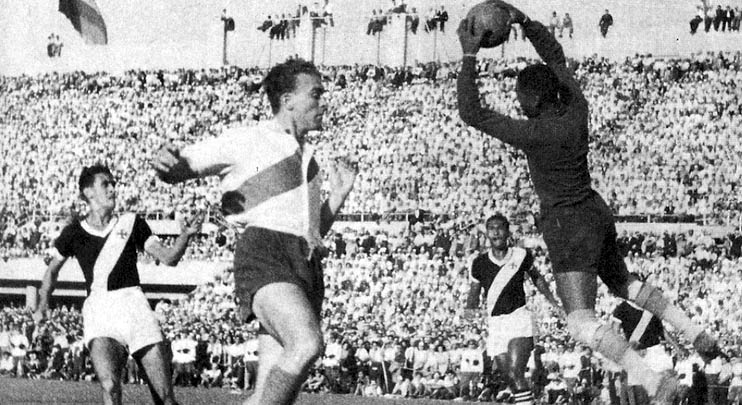
Alfredo Di Stéfano (River Plate) y Moacir Barbosa (Vasco da Gama), se disputan el balón, durante un partido del Campeonato Sudamericano de Campeones.

La competición surgió como iniciativa de Robinson Álvarez, el presidente de Colo-Colo, y sus 21 partidos se disputaron en el Estadio Nacional con el sistema de todos contra todos. Fue ganado de forma invicta por el brasileño Vasco da Gama, escoltado por River Plate y Nacional. Para este torneo, Vasco da Gama contó con su generación conocida como El Expreso de la Victoria, que se convirtió en el primer club campeón de América del Sur de facto.  Otra formación destacada presente fue La Máquina del argentino River Plate.
En 1990, Conmebol publicó un libro con la historia de la Copa Libertadores en que afirmaba que el torneo de 1948 fue el antecedente de dicha competencia. Por consecuencia, en 1996, los líderes de Vasco da Gama le pidieron al Comité Ejecutivo de Conmebol que reconociera la competencia y aceptara a Vasco da Gama como participante en la Supercopa Sudamericana de 1997, competencia de la Conmebol en que participaban solamente los campeones de la Copa Libertadores (sin participación de los campeones de otras competencias sudamericanas de Conmebol, como la Copa Conmebol). El Campeonato Sudamericano de Campeones de 1948, aunque no se haya convertido en una competencia oficial de la Conmebol (porque no aparece en el listado de la confederación entre sus competencias oficiales y tampoco se consideró para elaborar los rankings de clubes), tuvo su reconocimiento al permitir que Vasco da Gama también compitiera en la Supercopa Sudamericana.
El Comité Ejecutivo de Conmebol determinó, en su reunión de abril de 1996, lo siguiente: "El tradicional club Vasco Da Gama, de Río de Janeiro, por conducto de la Confederación Brasileña de Fútbol, solicitó participar anualmente en la Supercopa "Joâo Havelange". El pedido se basó en que esta entidad se había adjudicado, en 1948, el primer torneo sudamericano de clubes campeones, celebrado en Santiago, Chile. El Comité Ejecutivo, tras analizar la petición, resolvió aceptarla en reconocimiento al logro deportivo y a su verdad histórica. En consecuencia, Vasco Da Gama intervendrá en la Supercopa desde 1997, con lo que ya sumarán 18 equipos".
La repercusión del Campeonato Sudamericano de Campeones fue incuestionable. Inspiró la fundación de la Copa de Clubes Campeones Europeos en 1955 —actual Liga de Campeones de la UEFA—. Años después, en 1959, fueron sentadas las bases de la competencia, que fue fundada en 1960 y lleva su nombre en homenaje a los héroes de la historia sudamericana: Simón Bolívar, José de San Martín, Pedro I, José Bonifácio, Bernardo O'Higgins, José Artigas, entre otros.

### 1960-1969: Inicios de la Copa

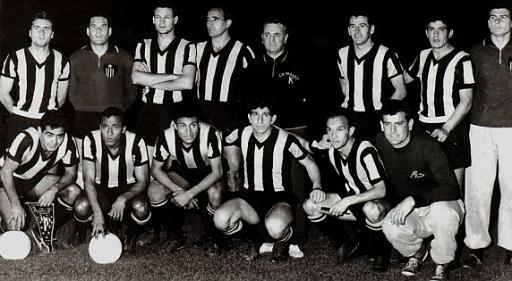
El plantel de Peñarol de Uruguay, el primer campeón, en 1960.

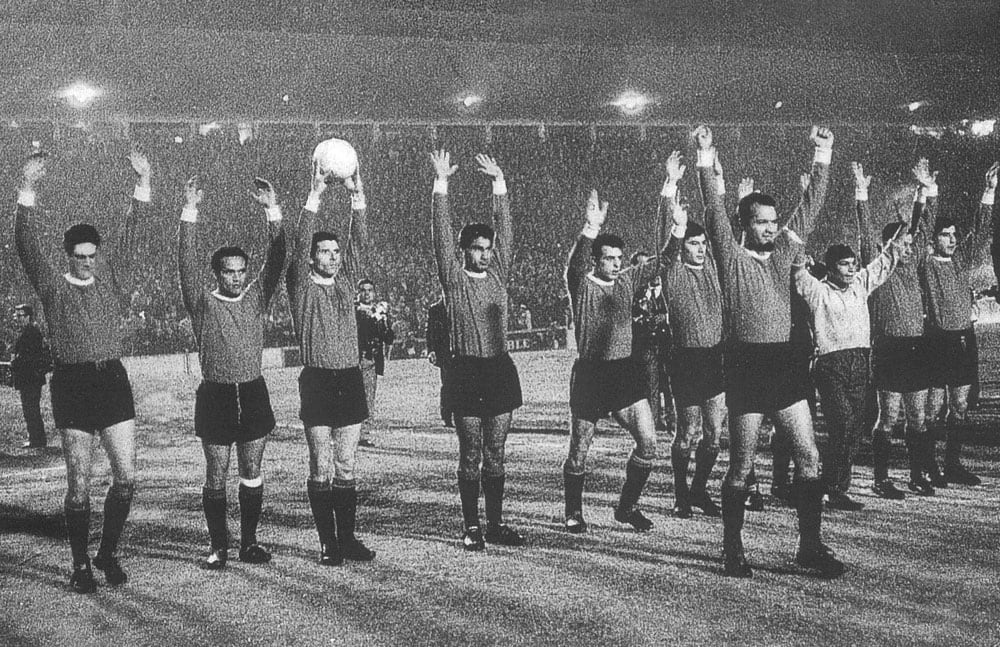
Festejo del plantel de Independiente de Argentina, tras superar a Nacional de Uruguay y ganar su primera copa en 1964.

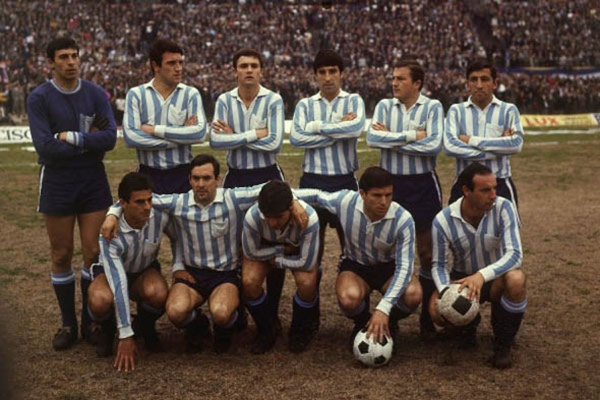
Formación del Racing Club de Argentina, campeón de la Copa Libertadores más extensa en 1967.

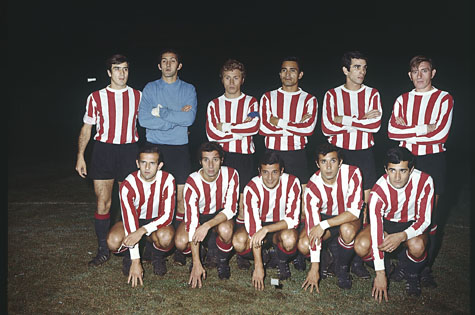
Una formación de Estudiantes (LP) de Argentina, primer tricampeón en forma consecutiva de la historia de la Copa Libertadores en 1968, 1969 y 1970.

Originalmente, la Copa Libertadores se denominaba Copa Campeones de América, debido a que solo se clasificaban los campeones de cada país. La primera edición se disputó en 1960, torneo en el cual participaron solamente 7 equipos porque los campeones de Venezuela, Perú y Ecuador no asistieron a la competencia, los equipos participantes fueron: Bahía (Brasil), Jorge Wilstermann (Bolivia), Millonarios (Colombia), Olimpia (Paraguay), Peñarol (Uruguay), San Lorenzo (Argentina) y Universidad de Chile (Chile).
El primer partido en la historia del certamen se disputó el 19 de abril de 1960 y fue protagonizado por Peñarol, de Uruguay, y Jorge Wilstermann, de Bolivia. Finalizó con un abultado 7-1 en favor del equipo uruguayo. El campeón de esa edición fue el propio Peñarol, que superó en la final al Olimpia, de Paraguay.
La segunda edición, disputada en 1961, contó con la participación de 9 países (solo Venezuela no participó). El título fue por segunda ocasión para Peñarol, quien venció en la final a Palmeiras, por lo que nuevamente participó en la Copa Intercontinental, contra el Benfica portugués, campeón de la Copa de Campeones de Europa 1960-61, y logró ser el primer equipo de Sudamérica en conquistarla.
La edición de 1962 contó con la participación de 10 equipos de 9 naciones (nuevamente Venezuela fue la ausente). Ese año, el Santos de Pelé se coronó campeón venciendo en la final al Peñarol de Spencer (máximo goleador en la historia de la Copa Libertadores). El ballet blanco, que por esa época deslumbraba en las canchas del mundo, conquistó también la Copa Intercontinental contra el SL Benfica portugués, campeón de la Copa de Campeones de Europa 1961-62; así, sumados sus logros internacionales a los locales Campeonato Brasileño de Serie A, Campeonato Paulista y Torneo Rio-São Paulo, lo convierten en el primer club en conquistar todos los títulos posibles en una temporada en los niveles local, regional e internacional (con 5).
Un año después, O Rei y su compadre Coutinho volvieron a regalar su magia en forma de gambetas y goles, como los dos de la final que dieron vuelta al resultado en La Bombonera, para doblegar a Boca Juniors por 2-1 y quedarse otra vez con el trofeo.
En 1964, edición en la que se dio el debut de Venezuela en este torneo, Independiente de Argentina se consagró campeón, dejando en el camino al poderoso Santos y a Nacional de Montevideo.
El año siguiente Independiente se coronó por segunda vez campeón, venciendo en la final a Peñarol. Colombia no participó en esta edición.
En 1965 el campeonato comenzó a denominarse Copa Libertadores de América (llamado simplemente Copa Libertadores), dado que ya no solo se clasificaban los campeones sino también los subcampeones de cada país, idea sugerida por la Asociación Uruguaya de Fútbol. Más tarde se ampliaría y empezarían a participar otros equipos.
La séptima edición (1966) contó con la participación de 16 equipos provenientes de los 10 países integrantes de la Conmebol. La final fue disputada por Peñarol de Uruguay (quien llegaba a su quinta final) y River Plate de Argentina (finalista por primera vez). Tras ganar cada uno en su estadio (Peñarol ganó en Montevideo 2-0 y River venció en Buenos Aires 3-2) se jugó un partido de desempate en el Estadio Nacional de Santiago de Chile. Luego de ir perdiendo por 2-0 en el primer tiempo, los uruguayos lograron una gran reacción en el complemento y empataron el partido forzando la prórroga. Ya en tiempo suplementario vencieron por 4-2 a los argentinos ganando la copa por tercera vez en su historia.
En la edición del año 1967, Racing Club se coronaría campeón de la copa más extensa de toda la historia al derrotar a Nacional en una reñida final a tres partidos. Luego de empatar 0-0 tanto en los partidos de ida y vuelta, disputados en el Cilindro y el Estadio Centenario respectivamente, se jugó un desempate en el Estadio Nacional de Chile. Este finalizó 2-1 a favor del equipo argentino.
El siguiente campeón fue Estudiantes de La Plata, un equipo con un estilo propio que priorizaba la preparación atlética y el alcanzar los resultados a toda costa.
El conjunto de laboratorio, comandado por el gran técnico Osvaldo Zubeldía y en el que descollaban Carlos Bilardo, Óscar Malbernat y Juan Ramón Verón, superó a todos y venció en las finales de 1968 a Palmeiras.
El elenco pincharrata volvió a salir campeón en 1969 y un año después alcanzó el tricampeonato, hazaña conseguida ante Peñarol, justamente el primero en lograr tres títulos, pero en dos períodos diferentes (1960, 1961 y 1966).

### 1970-1979

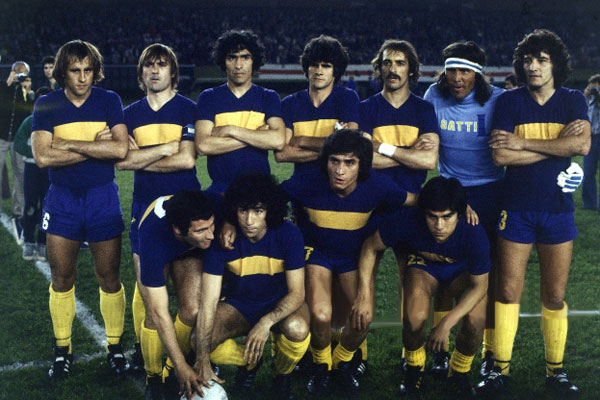
Formación de Boca Juniors de Argentina, bicampeón en 1977 y 1978.

Luego de conquistar el tricampeonato en 1970, Estudiantes de La Plata disputa la final de 1971 ante el Nacional de Uruguay, ganando por primera vez el equipo uruguayo.
Con dos títulos en la vitrina, Independiente creó una mística ganadora que se extendió con Francisco Sá, Ricardo Pavoni, José Omar Pastoriza, Miguel Ángel Santoro, Ricardo Bochini y Daniel Bertoni, pilares de los títulos de 1972, 1973, 1974 y 1975. Así, alcanzaba cuatro copas más, convirtiéndose en el único que ganó cuatro copas consecutivas. Tras resultar campeón en la edición de 1973, se convirtió en el máximo ganador de la competición, destronando a Estudiantes y a Peñarol, récord que hoy en día sigue vigente.
Esta gran racha del equipo argentino finaliza en 1976, cuando el Cruzeiro de Brasil conquista su primer título al ganar el primer partido 4-1 ante River Plate de Argentina en Belo Horizonte, perder el segundo 2-1 en Buenos Aires y ganar el partido revancha por 3-2, en Santiago.
Boca Juniors se consagró bicampeón de América en 1977 y 1978. El tricampeonato le fue arrebatado en 1979 por el Olimpia, quien ganó el encuentro en Asunción por 2-0, para luego empatar en Buenos Aires y consagrarse campeón por primera vez en su historia, logrando convertirse luego en uno de los pocos clubes en el mundo en haber conquistado todos los campeonatos posibles en un año, en todos los niveles existentes (con 4: Copa Intercontinental, Interamericana, Libertadores y Local), y obteniendo el primer título para un país diferente a Argentina, Brasil o Uruguay que hasta el momento habían predominado en la copa.

### 1980-1989

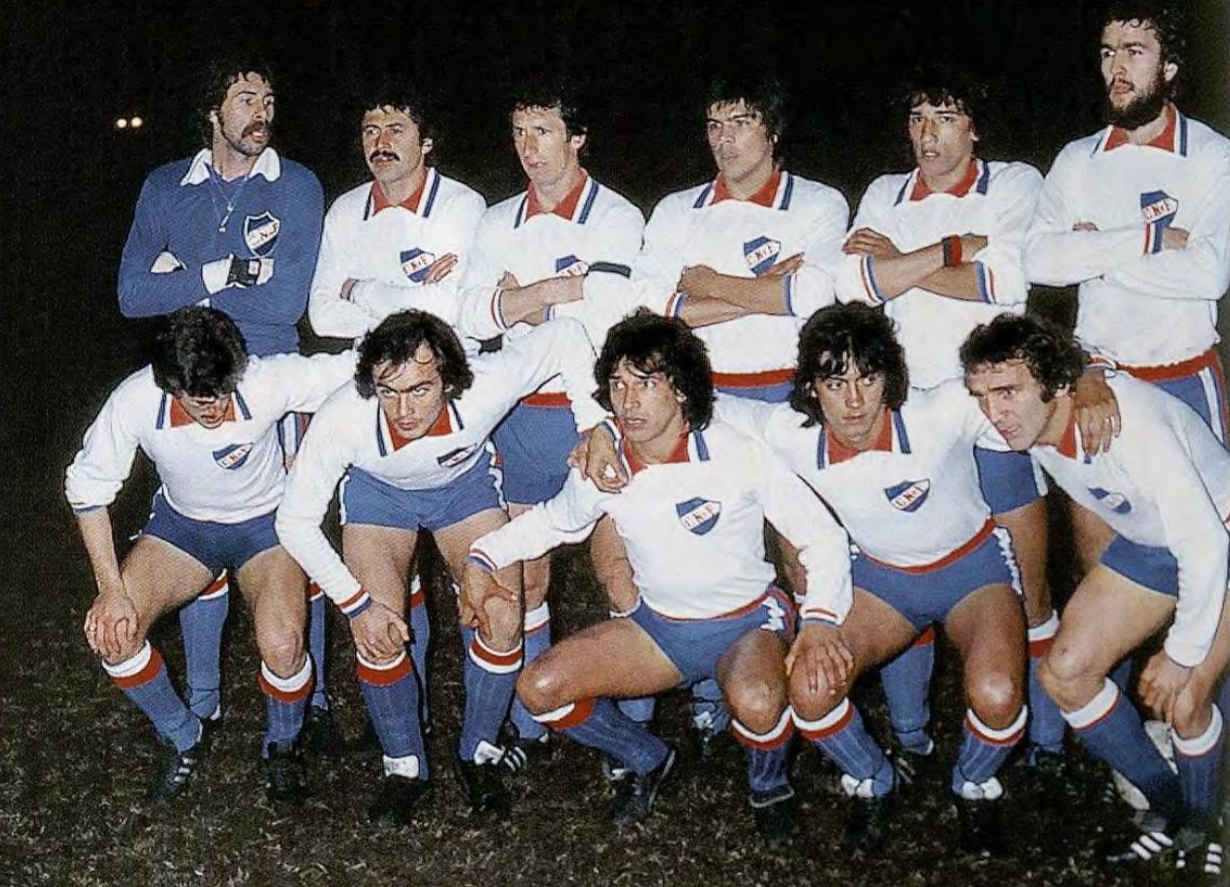
Plantel del Nacional de Uruguay, campeón de la Copa Libertadores 1980.

En 1980, Nacional obtuvo su segunda copa luego de 9 años, tras vencer al Internacional. La primera final de la Copa Libertadores de América de 1980 se disputó en la ciudad de Porto Alegre el 30 de julio de 1980, finalizando en empate en cero. El equipo de Nacional llegó a la Capital del Estado de Río Grande do Sul, acompañado por cerca de 30 000 fanáticos, que sacudieron las tribunas del Estadio Beira-Rio. Este acontecimiento de tales dimensiones, se le conoce popularmente como La toma de Porto Alegre. Por otra parte, el partido de vuelta fue victoria para el equipo oriental por la mínima diferencia, con gol de Waldemar Victorino.
La edición del año 1981 de la Copa Libertadores fue obtenida por primera vez por el Flamengo. Capitaneado por Zico e integrado por Junior y Adilio entre otros. Fue una final muy complicada donde el triunfo de los brasileños fue el fruto del gran trabajo de un grupo que contrapuso buen fútbol a un juego excesivamente agresivo de Cobreloa de Chile, equipo revelación que logró dos Subcampeonatos consecutivos, en 1981 y 1982, siendo ambas sus primeras participaciones, y con solo 4 años de existencia.
En 1982, Peñarol logró ganar el máximo torneo de América, de forma agónica habiendo triunfado sobre el ya mencionado Cobreloa con un gol sobre el final de Fernando Morena, en la revancha de Santiago de Chile, tras empatar en Montevideo.
Para la edición de 1983 se organizaron cinco grupos de cuatro equipos cada uno. Grêmio ganó por primera vez la Copa Libertadores, venciendo al equipo del Peñarol. El partido de ida terminaría en empate a uno, el mismo fue disputado en la ciudad de Montevideo, 70.000 espectadores fueron los que asistieron a este encuentro. El partido de vuelta fue victoria para el equipo de Río Grande del Sur por dos a uno en el Estadio Olímpico Monumental, los goles fueron de Caio, Morena y César. Asistieron al mismo 80.000 espectadores.
En 1984, Independiente obtendría su séptima copa, "El Rojo" lograría una marca que hasta hoy continua intacta. Venciendo en una increíble final por 0-1 de visitante en Porto Alegre ante Grêmio, con un equipo en el que resaltan Jorge Burruchaga y Ricardo Bochini.
Mientras que en la Copa Libertadores 1985, un sorprendente Argentinos Juniors debutaba en la misma y acabaría imponiéndose sobre América de Cali, en la ciudad de Asunción. El resultado fue cinco a cuatro, en tanda de penales.

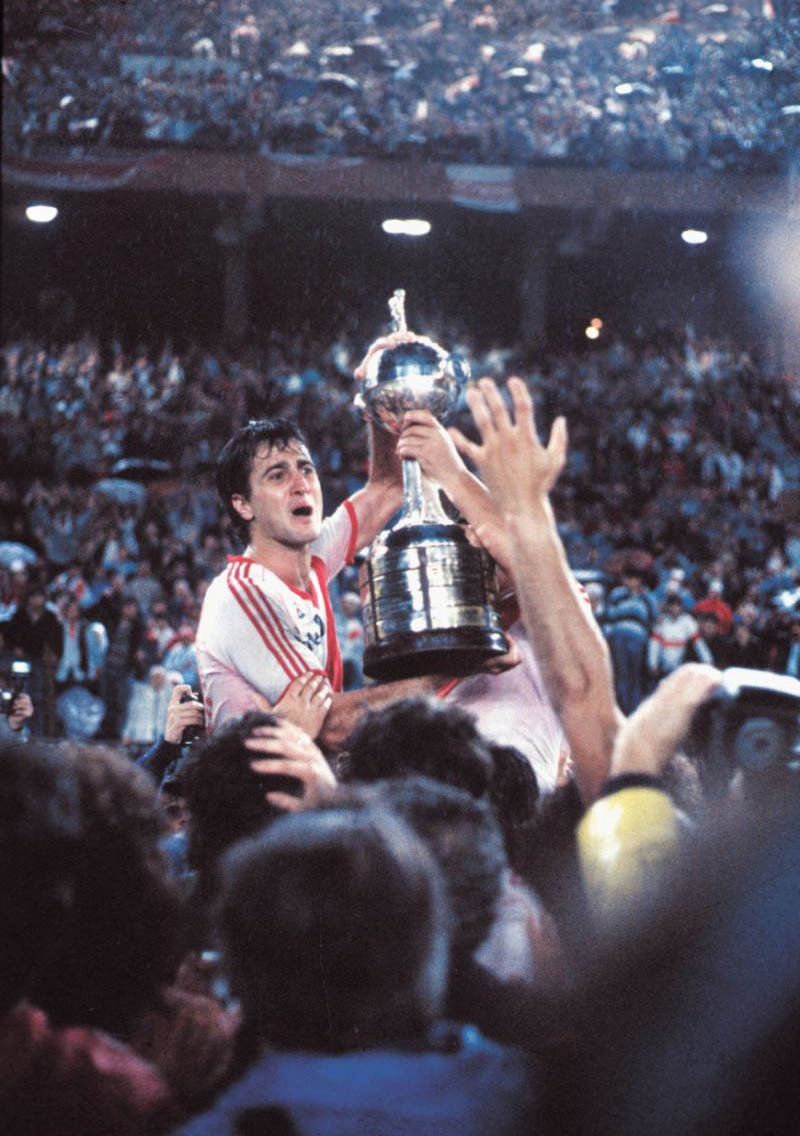
Beto Alonso, jugador del River Plate de Argentina, campeón de la Copa Libertadores 1986.

En 1986, River Plate se consagraría, por primera vez, campeón del torneo al vencer en la final al América de Cali, venciendo por la mínima diferencia tanto en el juego de ida en Cali como en la vuelta en Buenos Aires.
En 1987 repetiría Peñarol como campeón, venciendo en el partido desempate de la final al América de Cali en Santiago de Chile, con gol de Diego Aguirre en el último minuto del alargue, cuando el empate daba como campeón al equipo colombiano por diferencia de goles. El equipo aurinegro logró así su quinta Copa Libertadores.
En 1988, Nacional, lograría su tercer título venciendo al equipo rosarino de Newell's Old Boys. El partido de ida fue con victoria, por uno a cero, del equipo argentino por sobre el oriental. El mismo fue disputado en la ciudad de Rosario ante 45 000 espectadores. En el partido de vuelta el equipo uruguayo revirtió la serie con un contundente tres a cero, en un Estadio Centenario con 75 000 espectadores.
Posteriormente, en 1989, Atlético Nacional de Colombia venció en una emotiva final a Olimpia, consiguiendo la primera Copa Libertadores para Colombia. Cabe destacar que al año siguiente ambos equipos volvieron a encontrarse, aunque esta vez Olimpia tomó revancha y derrotó al Atlético Nacional en una dramática semifinal, definida por penales en el Estadio Defensores del Chaco.

### 1990-1999

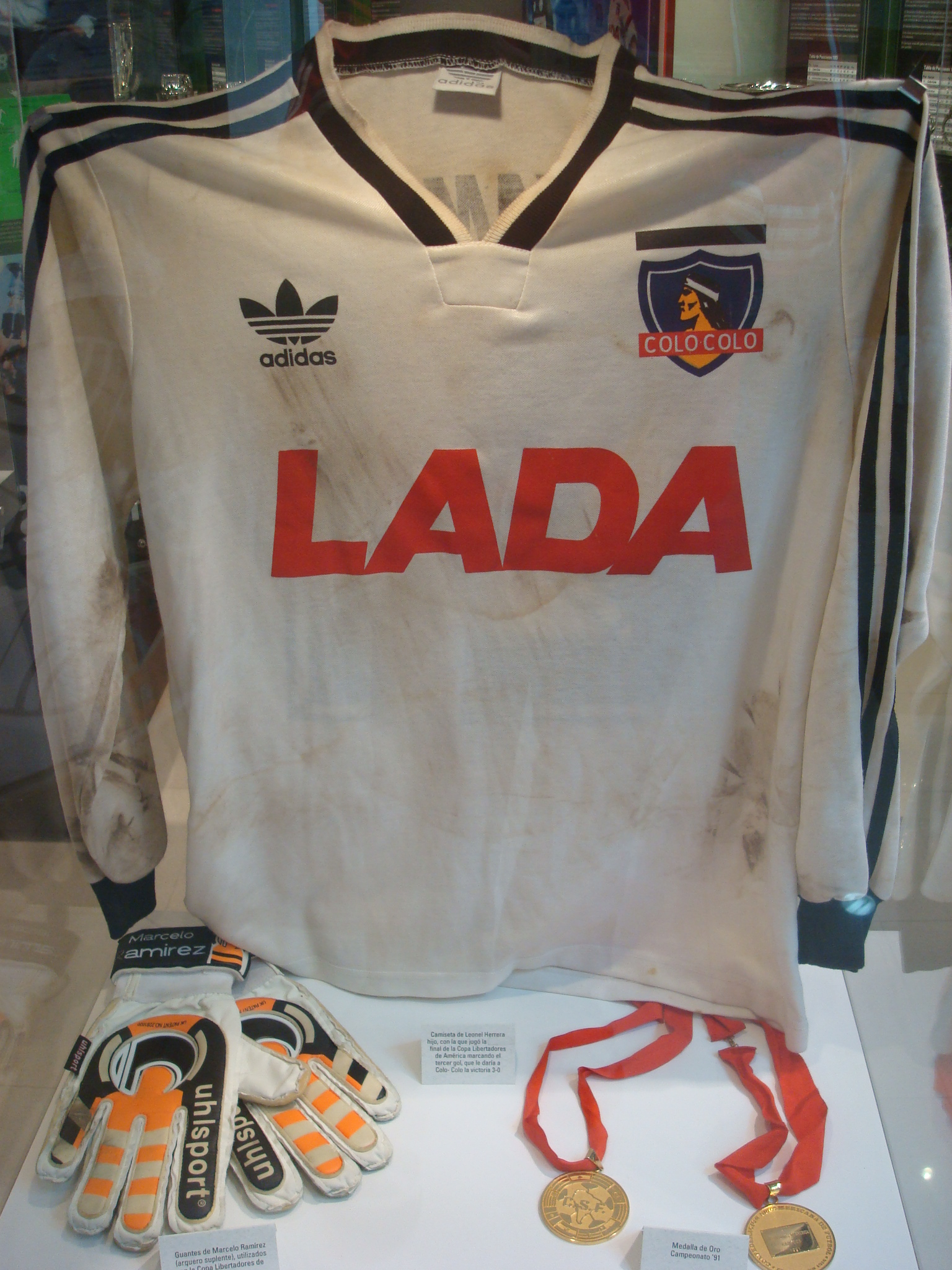
Camiseta utilizada por Leonel Herrera en la final de la Libertadores de 1991, en donde marcó el último de los tres goles con los cuales Colo-Colo derrotó a Olimpia.

La edición de 1990, nuevamente conducido por el entrenador uruguayo Luis Cubilla, como en 1979, Olimpia llegó a la cima de América. Contó con un excelente plantel, en el que sobresalió nítidamente la figura de Raúl Vicente Amarilla, centrodelantero elegante, goleador y de extraordinario juego aéreo. Dentro de un equipo compacto, puede decirse que él condujo a Olimpia hacia el título. En la final, el conjunto guaraní debió enfrentar a un inesperado y fortísimo rival: Barcelona de Ecuador. En el último encuentro, disputado en su estadio de Guayaquil, Barcelona cumplió una actuación excepcional, pero ni aun así pudo quebrar la resistencia granítica de Olimpia.
El año 1991, Colo-Colo dejó la copa por primera vez en tierras chilenas. Conducidos por el técnico croata Mirko Jozic, contaba entre sus estrellas con Marcelo Barticciotto, Jaime Pizarro, Gabriel Mendoza, Patricio Yáñez, Miguel Ramírez, Lizardo Garrido, Daniel Morón, Javier Margas, Eduardo Vilches, Rubén Espinoza, Ricardo Dabrowski y Rubén Martínez, quienes basaron su campaña en el poderío como local, al ganar los siete partidos que disputaron, derrotando por ejemplo en semifinal al Boca Juniors de Batistuta, Navarro Montoya, Soñora y Latorre por 3-1, cuyo partido terminó con incidentes y en el último encuentro al Olimpia paraguayo por 3-0.
Al año siguiente, São Paulo el viejo club de Leônidas y Zizinho, entre otros grandes, tuvo por fin su reconocimiento internacional de la mano de un entrenador monumental como Telê Santana. El veterano técnico recurrió a los jóvenes y les inculcó su estilo de fútbol alegre, veloz y contundente. El resultado de tres años fue excelente: ganó dos Copas Libertadores y fue finalista en otra. En 1992 doblegó a Newell's Old Boys de Argentina, en 1993 derrotó a Universidad Católica de Chile, y un año después fue subcampeón. Sus principales figuras fueron Müller, Raí, Cafú y Palhinha.
En 1994, Vélez Sarsfield correspondió en logros deportivos lo que había conseguido como institución, considerada una de las más importantes de Argentina. Y fue un futbolista del club, Carlos Bianchi, el encargado de conducir a un plantel que peleó de igual a igual en cualquier terreno. El 31 de agosto se consagra campeón de América frente al São Paulo de Telê Santana, vigente bicampeón de América y el mundo, en la definición por penales en Brasil, tras vencerlo primero 1:0 (Omar Asad) en el Estadio José Amalfitani y perder por el mismo marcador en el Morumbí. Previamente, en la zona de grupos, finaliza primero delante de Boca Juniors, Palmeiras y Cruzeiro de Brasil. Luego supera en los duelos a Defensor Sporting de Uruguay, Minerven de Venezuela y Junior de Barranquilla, antes de llegar a la instancia final con la escuadra paulista.
Con un equipo compacto en sus tres líneas y con los goles de la formidable dupla atacante que integraron los jóvenes Jardel y Paulo Nunes, Grêmio de Porto Alegre volvió a conquistar la preciada Copa Libertadores en 1995. Jardel, precisamente, fue el máximo artillero de esta edición, con la elevada marca de 12 goles. El equipo dirigido por Luiz Felipe Scolari tuvo algunos pilares fundamentales como el zaguero y capitán Adilson, el hábil volante Arilson y los mencionados delanteros. Hacía 28 años que en la Copa no se marcaban tantos goles como en esta ocasión. Grêmio superó en la instancia final al Atlético Nacional, finalista por segunda vez.
En la edición de 1996 descollaron figuras emergentes como el argentino Hernán Crespo, los chilenos Marcelo Salas, Esteban Valencia, el uruguayo, Sebastián Abreu y otros consagrados como el brasileño Edmundo, el uruguayo Enzo Francescoli y el argentino Leonardo Rodríguez. El título lo obtuvo River Plate ante el América de Cali de Colombia, su mismo rival en la obtención de su primer título diez años antes.
En la Copa de 1997, se enfrentaron Cruzeiro de Brasil y el equipo peruano Sporting Cristal tricampeón del fútbol de su país, bajo la dirección del uruguayo Sergio Markarián. Ambos equipos, habían sido rivales en la fase de grupos. La eliminatoria entre ellos, se definió en el partido de vuelta de la final por el cuadro brasileño, al ganar 1-0 a poco menos de 5 minutos, de terminar el encuentro con un gol de Elivelton, ante una concurrencia récord, para una final de Copa 102 000 espectadores asistieron al Estadio Mineirão.
En los años posteriores, Vasco da Gama junto a Palmeiras entran en la galería de los campeones. Desde 1998, se le agregó el nombre del auspiciador oficial, por lo que fue conocida como  Copa Toyota Libertadores, durante 9 años hasta 2007, y durante el patrocinio comercial de Toyota, al campeón también se le entregaba un platillo. En ese sentido, todos los equipos que han avanzado a la segunda etapa del torneo recibieron 25 000 dólares por su participación. Ese mismo año, incursionaron equipos de México, pese a que este país está afiliado a la Concacaf. Inicialmente participaron gracias a los cupos obtenidos a través de la Copa Pre Libertadores, que enfrentaba a los clubes mexicanos y venezolanos. Dicho sistema permaneció hasta 2004, cuando Venezuela y México obtienen dos cupos directos cada uno al ampliarse el torneo a 36 equipos. El campeón fue Vasco da Gama, enfrentando al Barcelona de Ecuador, ganando en Guayaquil 2-1 y en Brasil 2-0.
Al año siguiente, se consagra como Campeón de América el Palmeiras, quien derrota en una dramática definición por penales, al Deportivo Cali de Colombia por 4-3, en un partido de leyenda en São Paulo. El título del "Verdão", constituye el sexto de un conjunto brasileño, en la década.

### 2000-2009

Boca Juniors y sus platillos de campeón de la Copa Libertadores edición 2001 y 2003.

Luego de 22 años, Boca Juniors alzó nuevamente la Copa Libertadores en el año 2000. En la edición 2001, los xeneizes defendieron el título, con Juan Román Riquelme como figura, y por segunda vez en su historia, Boca se consagró bicampeón del torneo derrotando en la final en tanda de penales al Cruz Azul mexicano.

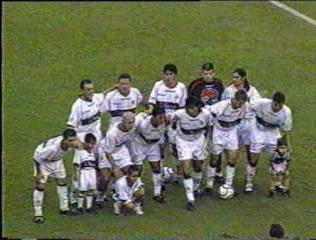
Alineación de Olimpia de Paraguay en la Copa Libertadores 2002.

Al año siguiente, en 2002, Olimpia de Paraguay regresa a la gloria de la mano de Nery Pumpido para obtener su tercera Copa Libertadores de América tras derrotar a un histórico São Caetano en los tiros de punto penal. En el año 2003, Boca Juniors se alzaba nuevamente con el título junto a su figura Carlos Tévez. En 2004, el Once Caldas de Colombia dio la gran sorpresa, al derrotar por los lanzamientos penales al campeón defensor Boca Juniors.
En el bienio 2005-2006, se jugaron finales brasileñas, en el que São Paulo se consagró tricampeón ante el Atlético Paranaense; pero al año siguiente, perdió contra el Internacional de Porto Alegre. En 2007 y nuevamente con la figura de Juan Román Riquelme (quién volvió a préstamo por 6 meses desde el Villarreal de España), Boca Juniors consiguió su sexta corona continental, goleando en la final más desigual de la historia a Grêmio (récord global de 5-0).
En 2008 nuevamente cambia de denominación, al ser patrocinado por el Grupo Santander de España, siendo ahora identificada como Copa Santander Libertadores, durante 4 años hasta 2012. En esa temporada, Liga de Quito ganó la Copa Libertadores —siendo también la primera vez para un equipo ecuatoriano— con la conducción técnica del argentino Edgardo Bauza. En el partido de ida, en Quito, Liga sacó una importante ventaja de 4-2; en el partido de vuelta, el Fluminense ganó 3-1, resultado que igualó el marcador global y llevó el partido a tiempo suplementario. Debido a que ningún equipo logró marcar, se tuvo que ir a la definición por penales, donde el arquero ecuatoriano José Francisco Cevallos atajó tres disparos, siendo clave para obtener el triunfo por 3-1 en los penales.
En 2009, en la 50.ª edición de la Copa, Estudiantes de La Plata obtuvo el tetracampeonato de América tras consagrarse luego de 39 años siendo dirigido primero por Leonardo Astrada y luego por Alejandro Sabella. En la final se enfrentó al Cruzeiro de Brasil, igualando 0-0 como local y venciendo por 2-1, el 15 de julio, en la revancha disputada en el Estadio Mineirão de Belo Horizonte.
En esta edición ocurrió una polémica, tras el retiro de Guadalajara y San Luis de los octavos de final. Esta situación comenzó con el anuncio de la Conmebol de aplazar una semana los partidos de los clubes mexicanos clasificados a octavos de final, con el fin de encontrar una solución satisfactoria al problema planteado por el grave brote de gripe A (H1N1). Se planteó la posibilidad de que eligieran otro país para disputar sus partidos como local, a fin de evitar la expansión del brote, aunque esta postura generó molestias en los dos equipos mexicanos. Con este planteo, sucedieron algunos rechazos a recibir a los equipos mexicanos, como el gobierno de Chile y Bogotá, Colombia, pese a que existió la voluntad para que se pudiera jugar allí por parte de la Federación Colombiana de Fútbol y de la Asociación Nacional de Fútbol Profesional chilena.
Días después, debido a que sus rivales se negaron a jugar en México, y ante la postura oficial de la Conmebol de que ambas llaves se celebren con los dos equipos mexicanos jugando en condición de visitantes, el día 20 de mayo, en partidos únicos que, en caso de quedar empatados, se definirían en tiros desde el punto penal, la Federación Mexicana de Fútbol anunció la deserción de los clubes Guadalajara y San Luis y el retiro de México de cualquier competencia de la Conmebol.
Finalmente, la Confederación decidió el avance directo a cuartos de final de São Paulo y Nacional. El año siguiente, la Conmebol buscó volver a integrar a México a sus competiciones, decidiendo introducir a San Luis y Guadalajara directamente en los octavos de final de la Copa Libertadores 2010.

### 2010-2019

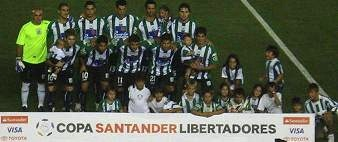
En 2010, Racing de Uruguay y Deportivo Quito de Ecuador no pudieron acceder a la fase final de la copa a pesar de haber sido segundos en sus grupos, tras la clasificación directa de San Luis y Guadalajara.

La Copa Libertadores de 2010 contó con una particularidad, ya que clasificaron directamente a la fase final los equipos mexicanos San Luis y Guadalajara, generando que Racing Club de Montevideo y Deportivo Quito no puedan acceder a los octavos de final a pesar de finalizar en la segunda ubicación en sus respectivos grupos. La inserción de San Luis y Guadalajara en la fase final se debió a que en 2009 dichos equipos se retiraron de la competición, tras el pedido de la Conmebol de que disputaran sus partidos de local en el extranjero por el grave brote de gripe A (H1N1) en México.
Al final, luego de la postergación de un mes del torneo debido a la disputa de la Copa Mundial, Internacional de Porto Alegre se alzaría con su segunda copa siendo dirigido, primero, por el uruguayo Jorge Fossati y posteriormente por Celso Roth, aunque esta vez su víctima fue las Chivas de Guadalajara, que se convirtió en el segundo equipo mexicano en llegar a la final del torneo.
Al año siguiente en una final de dos equipos legendarios del torneo; reeditando la final de 1962, otro equipo brasileño se coronó campeón del torneo, esta vez fue el Santos, liderado por Neymar, Elano y Ganso que consiguió su tercer cetro continental después de 48 años, al vencer por 2-1 al uruguayo Peñarol, que llegaba a su décima final, récord en la historia del torneo.

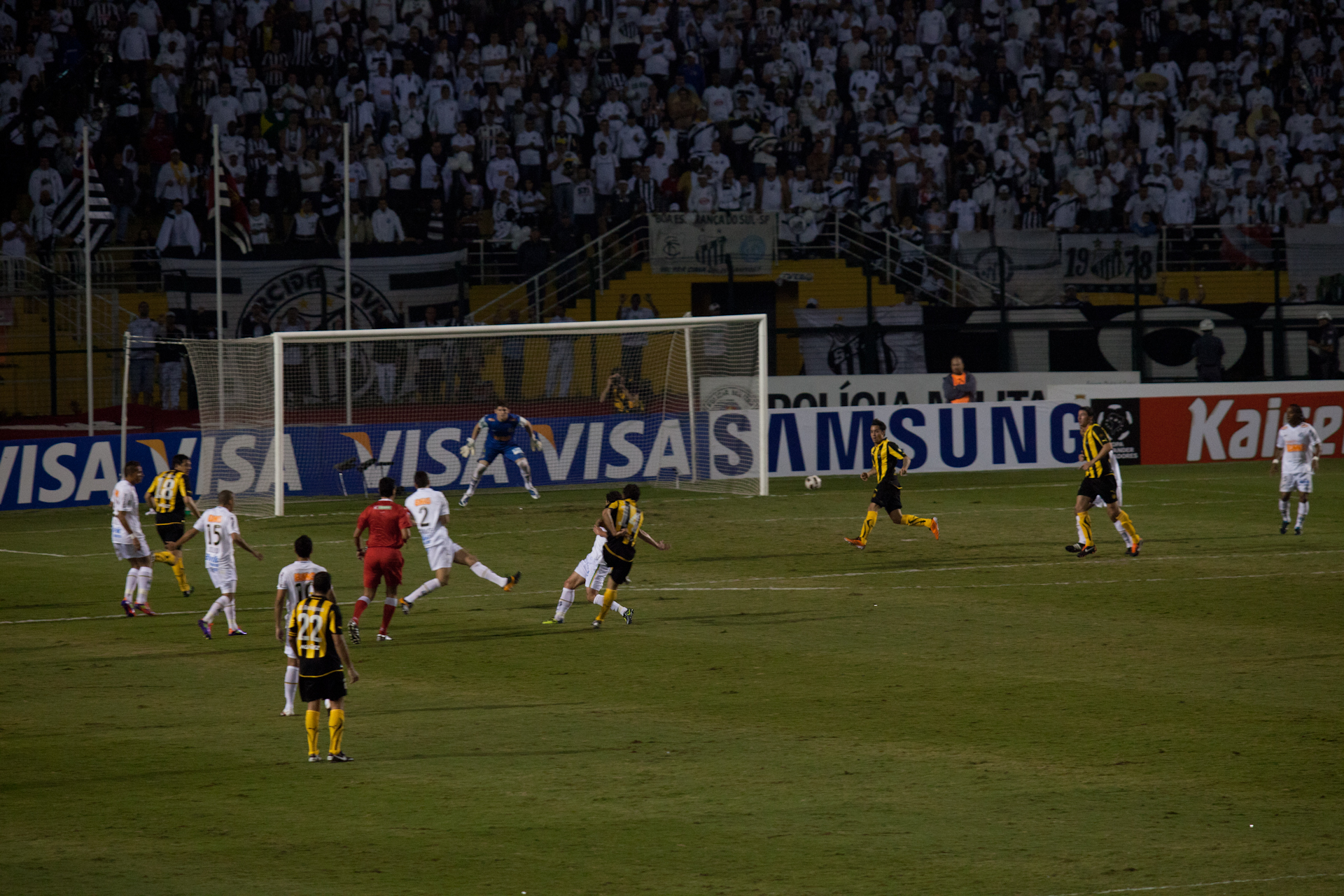
Partido de vuelta entre Santos de Brasil y Peñarol de Uruguay, en el que el Peixe se quedó con la edición 2011.

En el año 2012, Corinthians logró su primer campeonato, venciendo a Boca Juniors que alcanzó su décima final igualando el récord de Peñarol, tras empatar 1-1 en Buenos Aires y ganando por 2-0 la revancha en São Paulo y así obtener el título en forma invicta.
En la siguiente edición, la de 2013, Atlético Mineiro de Brasil se coronó por primera vez campeón del certamen frente a Olimpia de Paraguay. En la primera final, jugada en el Estadio Defensores del Chaco, en Asunción, el resultado fue favorable para Olimpia por 2-0, mientras que a la siguiente semana, en el Estadio Mineirão en Belo Horizonte, capital del Estado de Minas Gerais, Atlético Mineiro repitió el marcador con otro 2-0, emparejando así la serie (2-2), para forzar una serie de tiros penales en la que triunfó el elenco brasileño por 4-3. En esta edición, la Copa Libertadores cambió nuevamente de patrocinador, pasándose a llamar Copa Bridgestone Libertadores.
En la edición 2014, San Lorenzo se coronó campeón por primera vez en su historia, tras derrotar 1-0 a Nacional de Paraguay en el partido de vuelta de la final, disputado en el estadio Nuevo Gasómetro de Buenos Aires. Un gol de penal ejecutado por Néstor Ortigoza a los 36 minutos del primer tiempo, le dio el triunfo al equipo de Buenos Aires. El partido de ida en Asunción, había terminado empatado a un gol, con gol de Julio Santa Cruz para Nacional, en tiempo adicional.
En 2015, River Plate se proclamó vencedor del certamen después de 19 años y consiguió, de esta manera, su tercer título en el torneo. Derrotó en la final al club mexicano Tigres, rival al cual ya se había enfrentado en la fase de grupos. En la primera final realizada en el Estadio Universitario de Monterrey, no se abrió el marcador. La diferencia entre ellos, se produjo en el partido de vuelta, jugada en el Estadio Monumental de Buenos Aires, en donde el local venció 3-0.

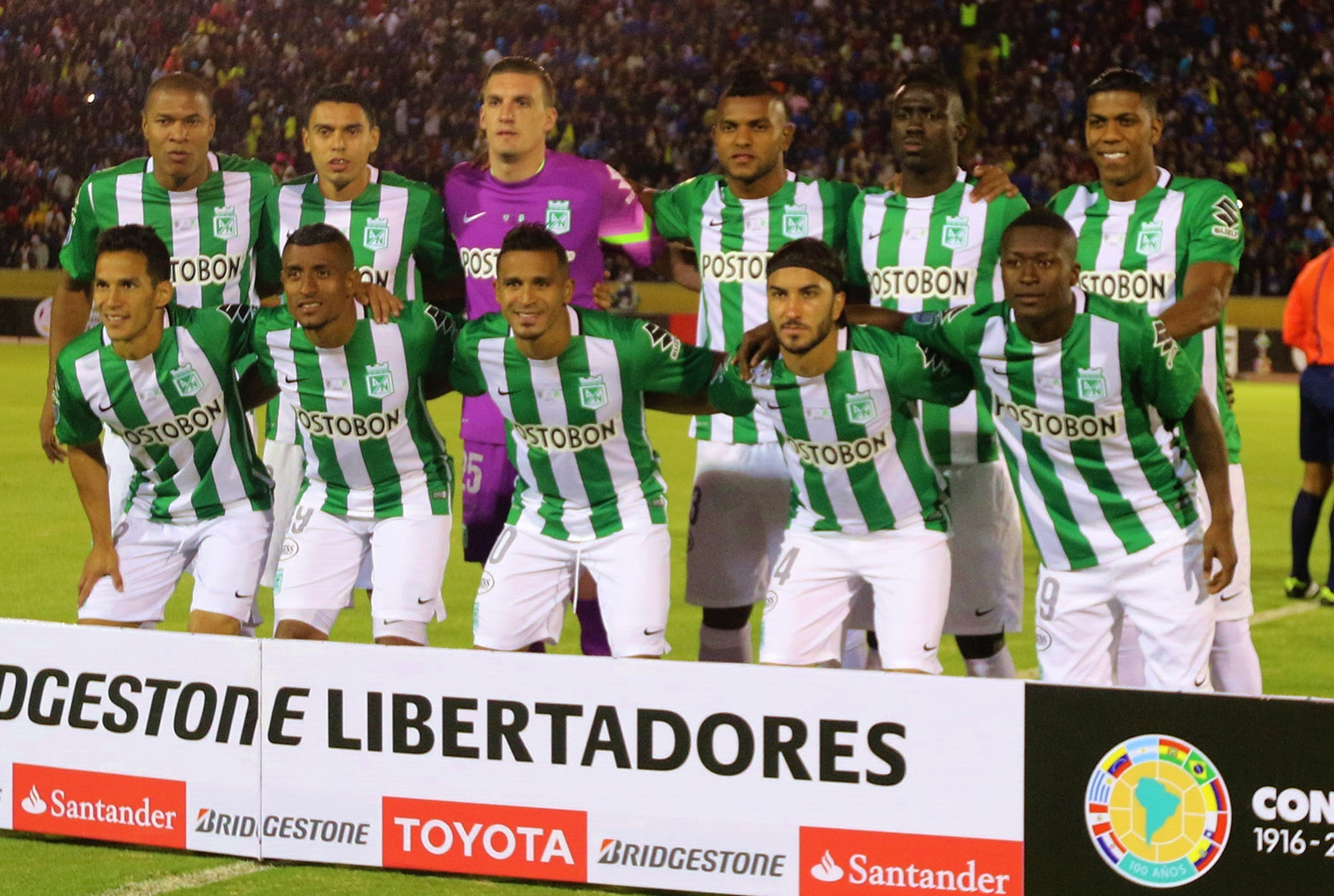
Equipo de Atlético Nacional de Colombia, antes del partido de ida de la final de 2016.

En 2016, Atlético Nacional fue el vencedor del torneo luego de haberlo ganado por última vez en 1989, obteniendo de esta forma su segunda estrella. En la final, se enfrentó a la sorpresa de la competición Independiente del Valle. En la ida en Quito, se produjo el empate a 1, mientras que en la vuelta Miguel Borja convirtió el gol que le dio el triunfo y el campeonato a los colombianos, además de ser la primera vez, que un equipo colombiano gane el torneo sin ir a los penales. El jugador Alejandro Guerra que pertenecía al equipo cafetero, fue el primer futbolista venezolano en ganar la Copa Libertadores. En 1999, Rafael Dudamel llegó a la final de 1999 con Deportivo Cali, perdiéndola ante Palmeiras por los penales. Esta edición fue la última en que participaron clubes mexicanos.
A finales de 2016 el campeonato cambió su nombre y pasó a denominarse Copa Conmebol Libertadores y Copa Conmebol Libertadores Bridgestone por motivos de patrocinio comercial. Desde la edición 2017 del torneo se incrementó la cantidad de equipos participantes a 47 clubes, también se alteró el calendario de la competición para que fuese anual. La primera fase clasificatoria empezó a fines de enero, mientras que la definición del certamen terminó en el mes de noviembre; México optó por retirarse del torneo, debido a que no se pudo ajustar al nuevo calendario. El cambio también fue de imagen, y desde esa edición la copa también estrena un logo renovado. El campeón del año 2017 fue Grêmio de Brasil, que venció a Lanús de Argentina en las dos finales, 1-0 en la ciudad de Porto Alegre y 2-1 en la ciudad de Lanús, logrando su tercer título en esta competición.
En 2018, River Plate, dirigido por Marcelo Gallardo, se consagró campeón del torneo continental por cuarta vez en su historia, venciendo en la final a su máximo rival, el Boca Juniors, comandada técnicamente por Guillermo Barros Schelotto, por un global de 5-3. Esta final significó la primera en la historia de la Libertadores entre los dos equipos más populares y exitosos de Argentina. La ida se jugó en la La Bombonera con público local, finalizando el partido con un 2-2 en el marcador. El partido de vuelta se iba a tener como sede el Estadio Monumental pero la final se suspendió por incidentes en las inmediaciones del estadio que incluyeron la agresión al bus que transportaba al plantel de Boca Juniors. Por dichos incidentes, la CONMEBOL tomó la decisión de mover la final al Estadio Santiago Bernabéu, en Madrid, este hecho significó algo inédito para el certamen continental por ser la primera final que se desarrolló fuera de Sudamérica. La revancha se jugó el 9 de diciembre con parcialidad de ambos clubes en el estadio del Real Madrid, finalizó 3-1 con resultado favorable para el equipo «millonario» y su eventual consagración.

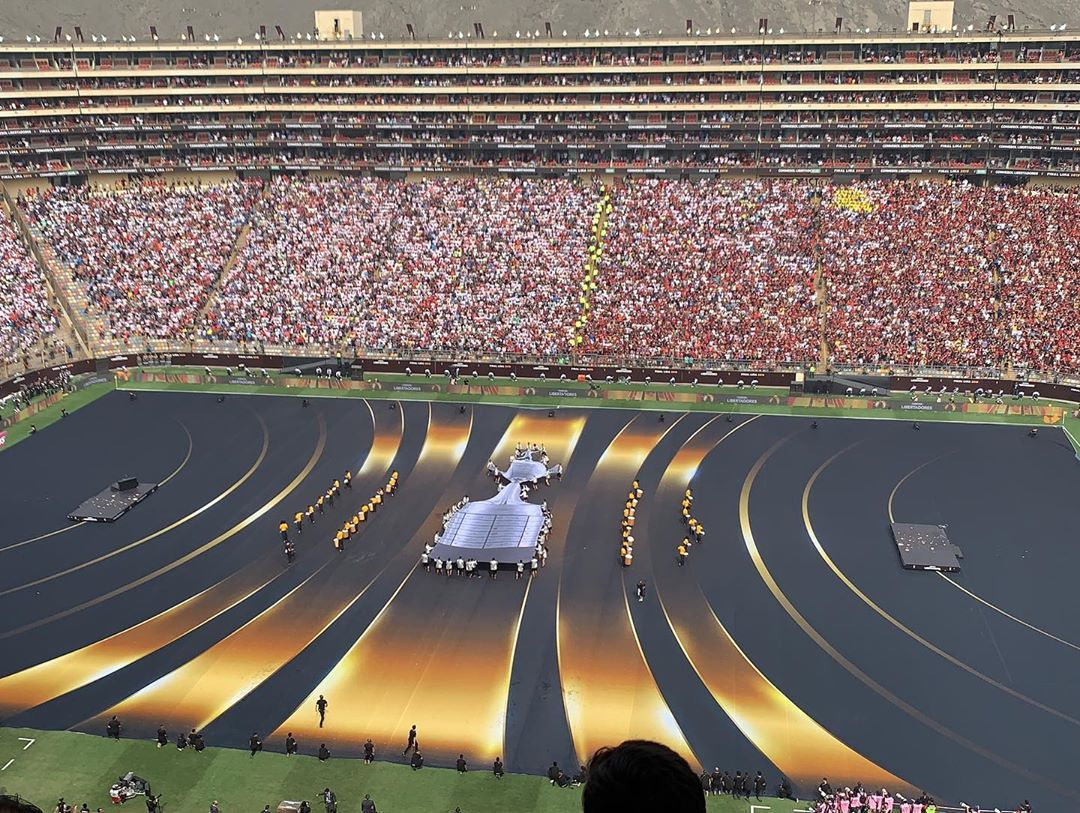
Ceremonia de inauguración de la final única de la Copa Libertadores 2019 en el Estadio Monumental de Lima, Perú.

Desde la edición 2019 y por decisión de CONMEBOL se determinó que las finales continentales se resolverán a partido único y en recintos neutrales determinados por la entidad. Para este año el escenario elegido originalmente había sido el Estadio Nacional de Santiago de Chile, lo que convertiría al recinto en el lugar donde más veces se ha entregado el trofeo con 9. Sin embargo, las protestas en contra del presidente chileno Sebastián Piñera, que se llevaron a cabo en el país austral días antes de la final, reconsideraron finalmente la decisión, cambiando la sede de la final al Estadio Monumental de Lima, Perú. La final fue ganada por Flamengo de Brasil, quien obtuvo la segunda copa de su historia, luego de su única consagración en 1981, tras derrotar al vigente campeón River Plate, luego de un dramático desenlace, donde remontó en los minutos finales, el tanto inicial de los «millonarios», con 2 goles del delantero Gabriel Barbosa, para la agónica victoria por 2-1.

### Desde 2020
Para el año 2020, el desarrollo del torneo se vio afectado por la pandemia de covid-19, lo cual acarreó la suspensión del torneo durante la fase de grupos. La Conmebol decidió retomarlo en octubre de 2020 y la final quedó fijada para el 30 de enero de 2021 en el estadio Maracaná de Río de Janeiro como estaba originalmente previsto; aunque, dadas las condiciones sanitarias obligatorias, todos los partidos serían sin espectadores. La final fue jugada por Palmeiras y Santos, en lo que fue la tercera final brasilera de la historia y la cuarta entre equipos de un mismo país tras las definiciones de 2005, 2006 y 2018. Palmeiras venció a Santos por 1-0, con un gol anotado en el minuto 99 por Breno Lopes, dándole el segundo trofeo de su historia, luego de su consagración en 1999 y la vigésima Copa Libertadores para Brasil.

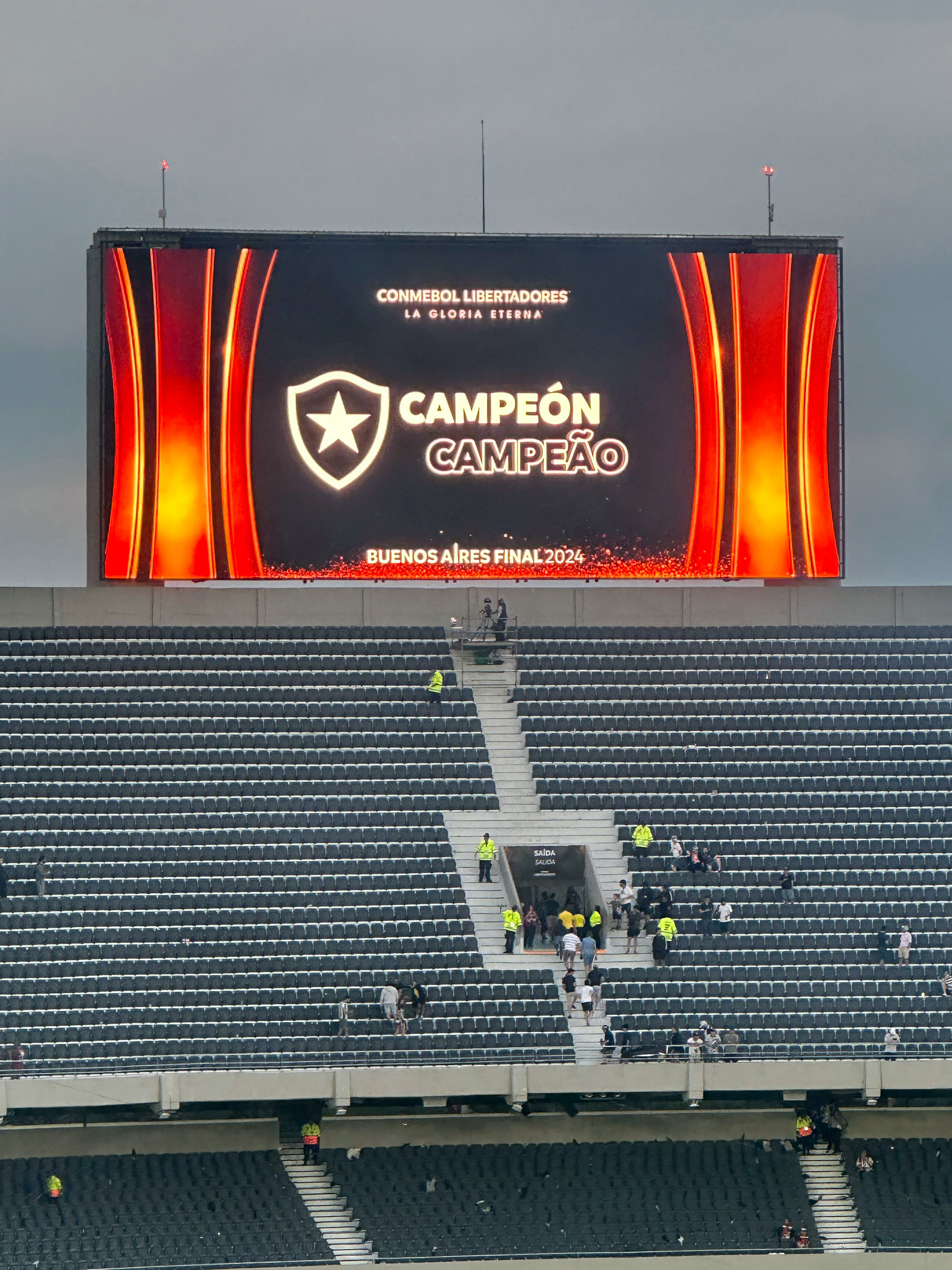
Pantalla gigante del Estadio Monumental de Buenos Aires señala el título de Botafogo, campeón de la edición 2024.

En la edición de 2021, se ratificó el dominio brasilero de los últimos años, dando como resultado una nueva definición, entre equipos de este país. Palmeiras defendería su título ante Flamengo, en la primera vez que la copa sería resuelta por los campeones de los 2 últimos años. En el Estadio Centenario de Montevideo y ante 55 000 espectadores, el Verdão usaría su oficio para frenar el ímpetu del Mengão y lo vencería en tiempo suplementario por 2-1, con un gol definitivo de Deyverson Silva, ante un desafortunado error del defensa Andreas Pereira, obteniendo su tercer título y en el primer bicampeón consecutivo de la competición, desde el Boca Juniors de Carlos Bianchi en 2000 y 2001. Para esta edición, se presentó el trofeo original de 1960 restaurado y con las chapas originales de la base anterior, trabajos hechos en Lima, la ciudad donde el trofeo nació.
En la edición de 2022, Flamengo con gol de Gabriel Barbosa, derrotó al Atlético Paranaense de Luiz Felipe Scolari por 1-0, en la final disputada en la ciudad ecuatoriana de Guayaquil. Con esto, el equipo del Mengão, logró su tercer título en la Copa Libertadores y de paso, se tomó revancha de la final perdida el año anterior, ante Palmeiras en Montevideo.
En la edición de 2023, el club Fluminense con goles de John Kennedy y de Germán Cano, derrotó al Club Atlético Boca Juniors de Jorge Almirón por 2-1, en la final disputada en el estadio Maracaná, ubicado en la ciudad de Río de Janeiro, Brasil.
En la edición de 2024, el club Botafogo es el ganador del evento al derrotar a Atlético Mineiro por 3-1 en el estadio Mâs Monumental de Buenos Aires. De este modo, los 12 grandes del fútbol de Brasil han ganado como mínimo una Copa Libertadores en su historia.

## Participantes

### Formato

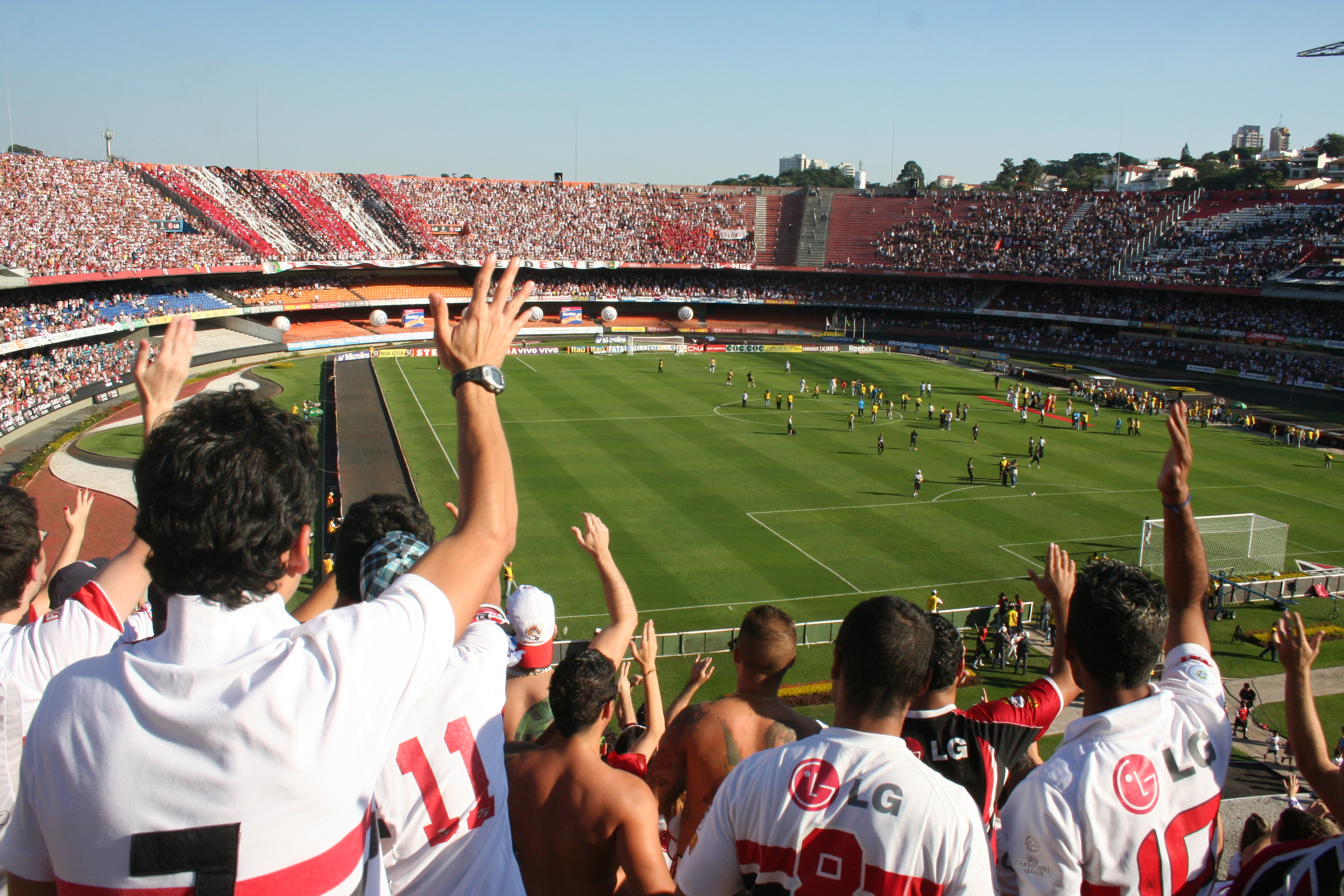
Desde la edición 2017, participan 47 equipos del principal certamen de fútbol sudamericano.

En un principio participaban solo los campeones de liga, hasta la edición de 1962, en que se incorporó el ganador de la última copa. En la campaña 1965, el torneo pasó a denominarse Copa Libertadores de América, y en la edición siguiente ya no solo se clasificaban los campeones sino también otro equipo de cada país (generalmente los subcampeones), idea sugerida por la Asociación Uruguaya de Fútbol. Más tarde se ampliaría y empezarían a participar otros equipos.
En 2017, la ahora llamada Conmebol Libertadores, generó varias modificaciones, entre las que se destacan el cambio en el calendario de disputa y el incremento en la cantidad de equipos participantes: 47 clubes, la edición con más equipos participantes en la historia del torneo.
Se clasifican los campeones y los mejores equipos de los torneos de la temporada anterior de cada país, además de los campeones vigentes de esta misma Copa y de la Copa Sudamericana.
| Asociación o federación                 | Equipos participantes (fase de grupos) | Equipos participantes (fases previas) |
| --------------------------------------- | -------------------------------------- | ------------------------------------- |
| Brasil                                  | 5                                      | 2                                     |
| Argentina                               | 5                                      | 1                                     |
| Bolivia                                 | 2                                      | 2                                     |
| Chile                                   | 2                                      | 2                                     |
| Colombia                                | 2                                      | 2                                     |
| Ecuador                                 | 2                                      | 2                                     |
| Paraguay                                | 2                                      | 2                                     |
| Perú                                    | 2                                      | 2                                     |
| Uruguay                                 | 2                                      | 2                                     |
| Venezuela                               | 2                                      | 2                                     |
| Campeón vigente de la Copa Libertadores | 1                                      | 0                                     |
| Campeón vigente de la Copa Sudamericana | 1                                      | 0                                     |
| Total                                   | 28                                     | 19                                    |

### Desarrollo
| Fases                       | Equipos que entran en esta fase | Equipos que provienen de la fase anterior                                           |
| --------------------------- | --- | ----------------------------------------------------------------------------------- |
| Fase 1 (6 equipos)          | - 1 equipo de Bolivia, Ecuador, Paraguay, Perú, Uruguay y Venezuela |                                                                                     |
| Fase 2 (16 equipos)         | - 2 equipos de Brasil, Chile y Colombia. - 1 equipo de Argentina, Bolivia, Ecuador, Paraguay, Perú, Uruguay y Venezuela.                                                                                          | - 3 equipos clasificados de la Fase 1                                               |
| Fase 3 (8 equipos)          | | - 8 equipos clasificados de la Fase 2                                               |
| Fase de grupos (32 equipos) | - 5 equipos de Brasil y Argentina - 2 equipos de Chile, Colombia, Bolivia, Ecuador, Paraguay, Perú, Uruguay y Venezuela - El campeón vigente de la Copa Libertadores - El campeón vigente de la Copa Sudamericana | - 4 equipos clasificados de la Fase 3                                               |
| Fases finales (16 equipos)  | | - 8 equipos primeros de la Fase de grupos - 8 equipos segundos de la Fase de grupos |

#### Primera fase
De los 47 equipos clasificados, 6 comenzarán por una primera fase en la cual serán emparejados en 3 llaves de eliminación directa, en partidos de ida y vuelta. Los ganadores de esta fase clasificarán a la siguiente ronda. En las llaves empatadas en resultado, se ejecutarán penales al terminar el segundo partido. No se jugarán tiempos extra. Los clubes que participan de esta ronda provienen de los siguientes países:
- 1 equipo de Bolivia
- 1 de Ecuador
- 1 de Paraguay
- 1 de Perú
- 1 de Uruguay
- 1 de Venezuela

#### Segunda fase
Los 3 equipos clasificados de la ronda anterior se sumarán a otros 13. Estos 16 serán emparejados en 8 llaves de eliminación directa en partidos de ida y vuelta, similares a los de la primera ronda. Los participantes de esta fase son los siguientes:
- 3 ganadores de la primera ronda previa
- 2 equipos de Brasil
- 2 de Chile
- 2 de Colombia
- 1 de Argentina
- 1 de Bolivia
- 1 de Ecuador
- 1 de Paraguay
- 1 de Perú
- 1 de Uruguay
- 1 de Venezuela

#### Tercera fase
Los 8 equipos clasificados de la ronda anterior son emparejados en 4 llaves de ida y vuelta, similares a los de las rondas anteriores. Así, de esta fase saldrán 4 equipos que completarán los 32 participantes de la etapa de grupos.

#### Fase de grupos
Los 32 clasificados a esta (28 equipos clasificados directos más 4 clasificados de la tercera fase) se dividirán en 8 grupos de 4 participantes cada uno.
Los equipos participantes de esta ronda son los siguientes:
- 4 ganadores de la tercera ronda de clasificación
- Campeón vigente de la Copa Libertadores
- Campeón vigente de la Copa Sudamericana
- 5 de Argentina
- 5 de Brasil
- 2 de Colombia
- 2 de Chile
- 2 de Bolivia
- 2 de Ecuador
- 2 de Paraguay
- 2 de Perú
- 2 de Uruguay
- 2 de Venezuela

El primer cabeza de serie será el último campeón, y los 7 restantes los clubes que representen a Argentina y a Brasil, clasificados directamente con mayor ranking, el club entre estas dos asociaciones con menor ranking perderá el derecho de cabeza de serie. Esta fase se juega por el sistema de todos contra todos a 2 rondas, dentro de cada grupo. Los equipos que ocupen los dos primeros puestos de cada uno de ellos jugarán los octavos de final, mientras que los terceros pasarán a disputar la Segunda fase de clasificación de la Copa Sudamericana.

#### Definición
Los 16 equipos clasificados de la fase de grupos jugarán los octavos de final formándose en 8 llaves de dos equipos cada uno, quienes disputarán partidos de ida y vuelta, con el mismo formato de clasificación que las llaves de las rondas previas. A fin de determinar los rivales de cada llave de los octavos de final se realizarán dos tablas de posiciones. Una entre los ocho clasificados en primer lugar en sus grupos y la segunda entre los ocho clasificados en segundo lugar en sus grupos. Los cruces entre los equipos que finalizaron primeros y aquellos que lo hicieron en segundo lugar, será a través del sorteo, quedando de esa manera definido el desarrollo restante de la copa.
Los dos clubes ganadores de la etapa semifinal jugarán entre sí dos partidos (ida y vuelta) por el título de campeón de la Copa Libertadores. En caso de igualdad en puntos al término de las dos finales se consagrará campeón el equipo con mejor saldo de goles. A diferencia de todas las demás rondas de eliminación directa del torneo, de mantenerse la igualdad se recurrirá a un alargue de 30 minutos dividido en dos periodos de 15 minutos cada uno. Si al término de este alargue persistiera la paridad, se definirá al ganador por definición de tiros desde el punto penal, conforme a las normas estipuladas por la FIFA.
El campeón de la Copa Libertadores es considerado el mejor club de Sudamérica hasta la realización de la siguiente edición. Además, clasifica al Mundial de Clubes de la FIFA, la competencia que define al mejor equipo del planeta.
En agosto de 2013, tras la celebración de un congreso extraordinario de la Conmebol, fuentes allegadas a la entidad matriz del fútbol sudamericano dejaron entrever la posibilidad de realizar la final del certamen a partido único y en terreno neutral, similar a la de la Liga de Campeones de Europa. A fines de año, el Comité Ejecutivo de la Confederación rechazó dicho proyecto de reforma, al menos en el futuro cercano. En octubre de 2016, la Conmebol confirmó públicamente que el sistema de final única sigue siendo considerado y que su implementación es cuestión de tiempo.
En febrero de 2018, la confederación hizo oficial que, a partir de la edición de 2019, el torneo definirá al campeón en un único partido a celebrarse en campo neutral escogido por la Conmebol con antelación.

## Trofeo
La idea de otorgar un trofeo estándar a cada ganador de la Copa Libertadores fue del peruano Teófilo Salinas, un miembro del comité ejecutivo de la CONMEBOL. Mediante la colaboración de entre 10 y 12 artesanos, el trofeo original fue diseñado en 1959 por Alberto de Gasperi, un inmigrante italiano, que administraba una tienda de artesanos en Lima, Perú llamado Joyería Camusso.

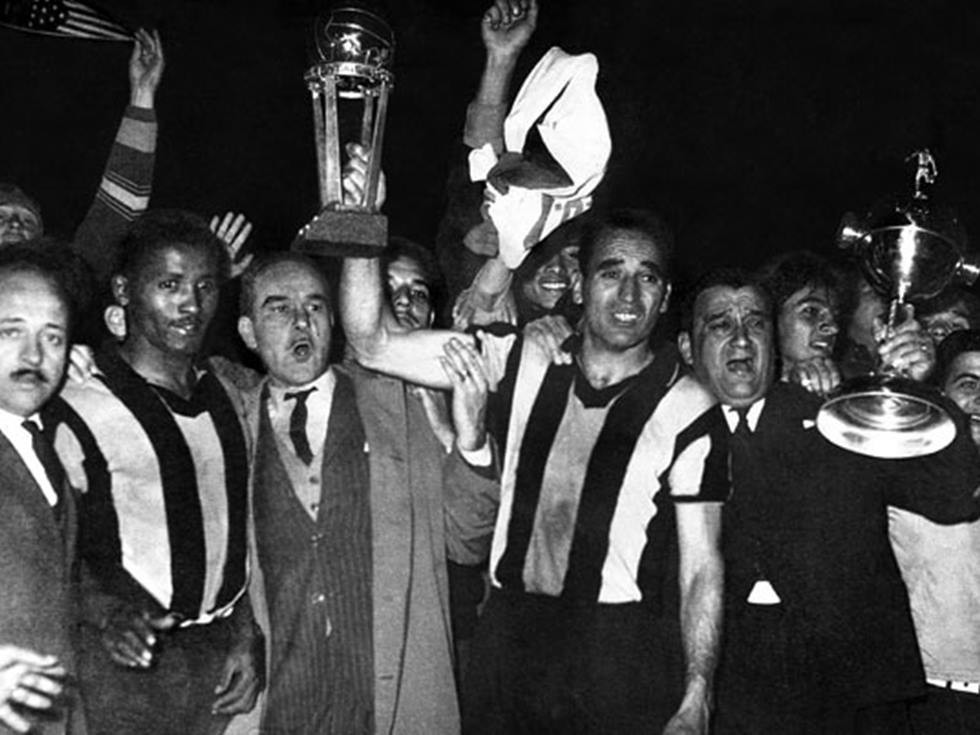
A la derecha el trofeo sin base de la Copa de Campeones de América 1961 obtenido por Peñarol.

El trofeo original fue confeccionado con varias piezas de plata esterlina, diseñado para representar la forma redonda de un balón. Este está compuesto por dos piezas unidas en una intersección cubierta por un listón, que inicialmente estaba destinado a incluir los nombres de los clubes campeones. Sin embargo, al comprobar que el espacio era insuficiente, se optó por grabar la leyenda “Campeonato de Campeones de Fútbol de Sudamérica”.
Según sus creadores, el trofeo simboliza "la dualidad del fútbol, combinando arte y calle". La figura humana ubicada en la parte superior del trofeo fue tomada de un diseño utilizado en copas de bronce, comúnmente vendidas en tiendas para torneos escolares en Lima. Curiosamente, esta figura es la única pieza del trofeo que no está hecha de plata, sino de bronce recubierto en plata.
En la mitad superior de la esfera, se encuentran grabados los escudos de los países miembros de la CONMEBOL. Por su parte, en un lado de la mitad inferior, está representado un mapa de Sudamérica que incluye en su interior las siglas CSF, correspondientes a "Confederación Suramericana de Fútbol", el nombre oficial de la CONMEBOL.

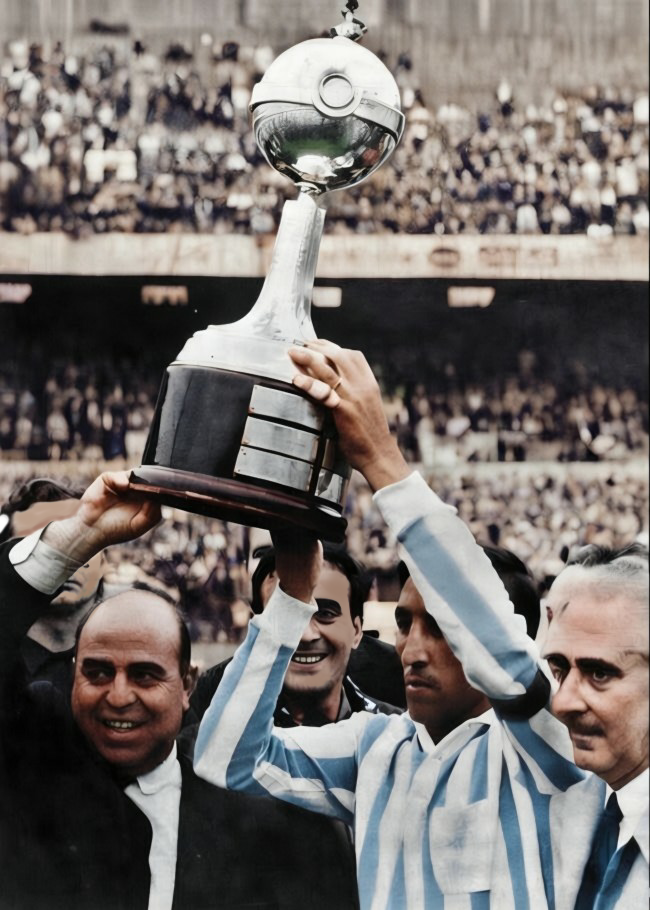
Racing Club, primer campeón del trofeo con pedestal.

Originalmente, el trofeo no contaba con el pedestal de madera que hoy lo caracteriza. Este fue incorporado recién en 1967. Aunque en 1982 se realizaron modificaciones, como el cambio de base y la reubicación de las placas, el borde del pedestal se completó en 1994, pero los campeones continuaban sumándose sin que el tamaño del pedestal se ajustara a estas necesidades.
Finalmente, en 2004, la Copa estrenó un nuevo pedestal diseñado con espacio suficiente para varios campeones y con todas sus placas organizadas en su lugar. Pero esto duró poco debido a un accidente en los festejos de la consagración del Once Caldas en julio del 2004. Esta edición quedó marcada cuando el viejo trofeo, luego de haber pasado de año en año en mano de gloriosos jugadores, terminó hecho pedazos cuando a Herly Alcázar, jugador del Once Caldas, se le cayó de la mano. Su reparación fue encargada a la empresa Alzaimagen de Chile. Entre las diferencias del actual a la original, se encuentra que las asas son más grandes, y el hombre patea a la izquierda y no como antes, a la derecha.
Sin embargo, en 2009, el trofeo fue renovado con una nueva base y placas estandarizadas de plata. Estas placas, todas del mismo tamaño, llevan el nombre y el escudo de cada club campeón. Cada vez que un equipo se consagra como nuevo ganador, se coloca la placa correspondiente antes de la entrega del trofeo. Su peso es de 10,25 kilos y mide 98 centímetros, de los cuales 63 cm son de plata 925 y 35 cm de madera de cedro.

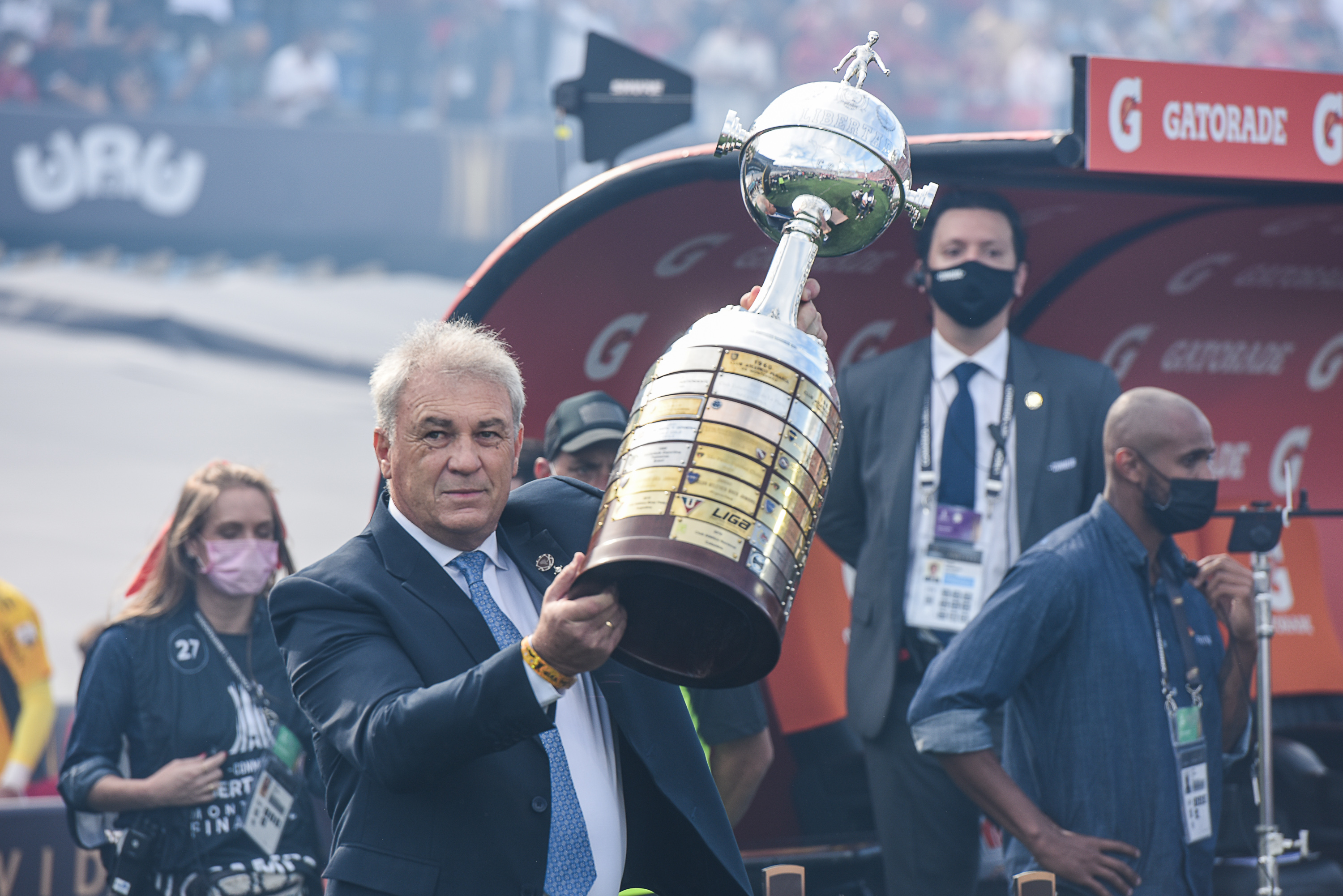
Copa restaurada en 2021 en manos de Nery Pumpido.

El 24 de noviembre de 2021, en el marco de la final de ese año celebrada en Montevideo, Uruguay, la Conmebol anunció a través de un video en su cuenta oficial de YouTube que el trofeo utilizado entre 2004 y 2008 había sido nuevamente restaurado. A lo largo de su historia, el diseño original del trofeo se había ido perdiendo debido a múltiples modificaciones. Por ello, esta restauración buscó recuperar la esencia del diseño original.
El trabajo fue realizado por la Joyería Camusso de Lima, Perú, el lugar donde se creó el trofeo por primera vez. Utilizando el molde original de 1960 y los mismos materiales (plata sterling 925 y bronce), se logró replicar fielmente la copa original, preservando sus detalles y molduras. Además, se restauró la base y se reincorporaron las chapas originales que colocaban los clubes campeones, tarea también llevada a cabo por la misma joyería. Este renovado trofeo fue alzado por Palmeiras, campeón de aquel año. Con la última restauración el trofeo está programado para ser llenado por la edición de 2031.

## Repercusión

### Patrocinio comercial y televisación

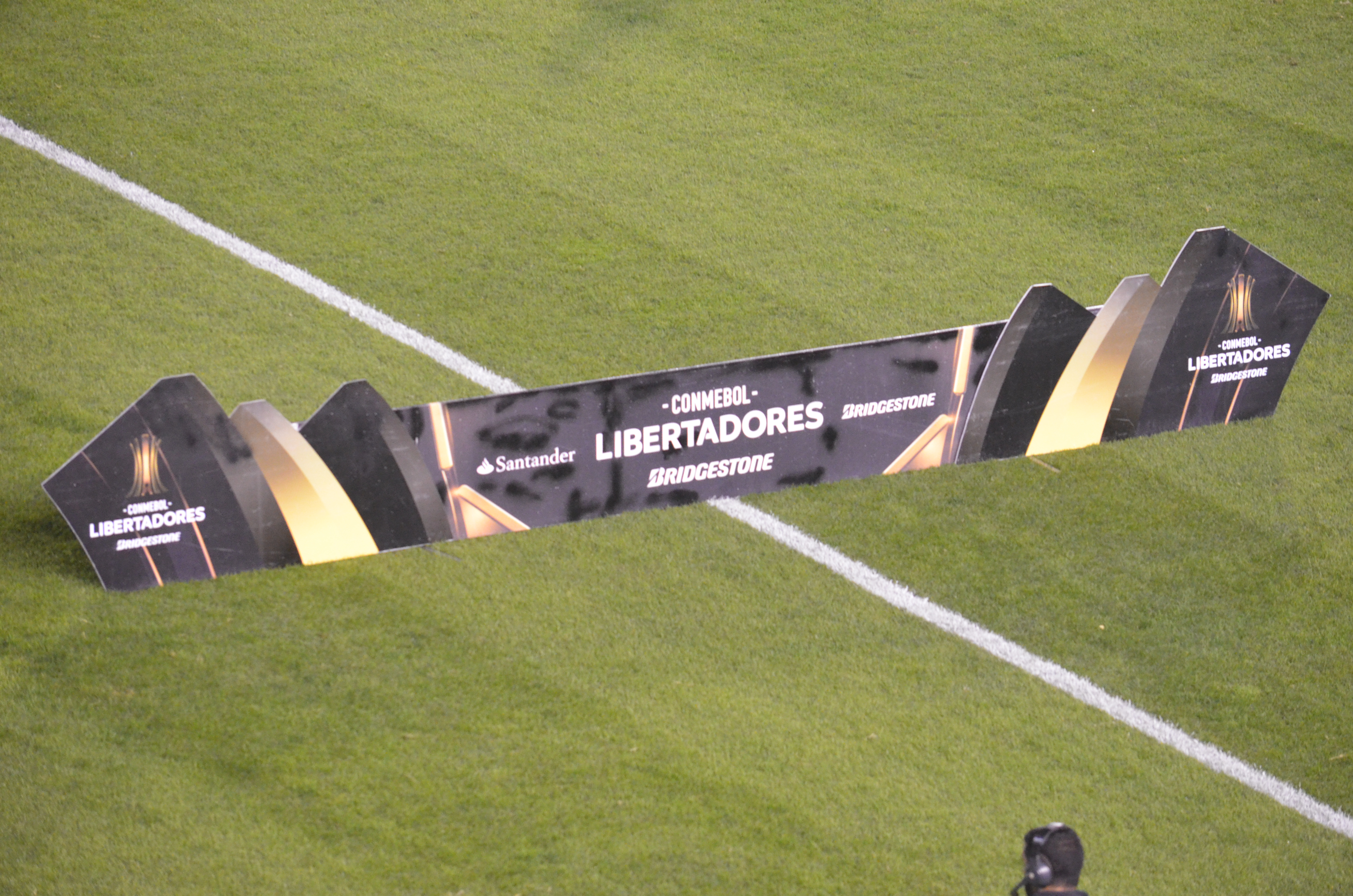
Carteleria del torneo en la antesala de cada partido.

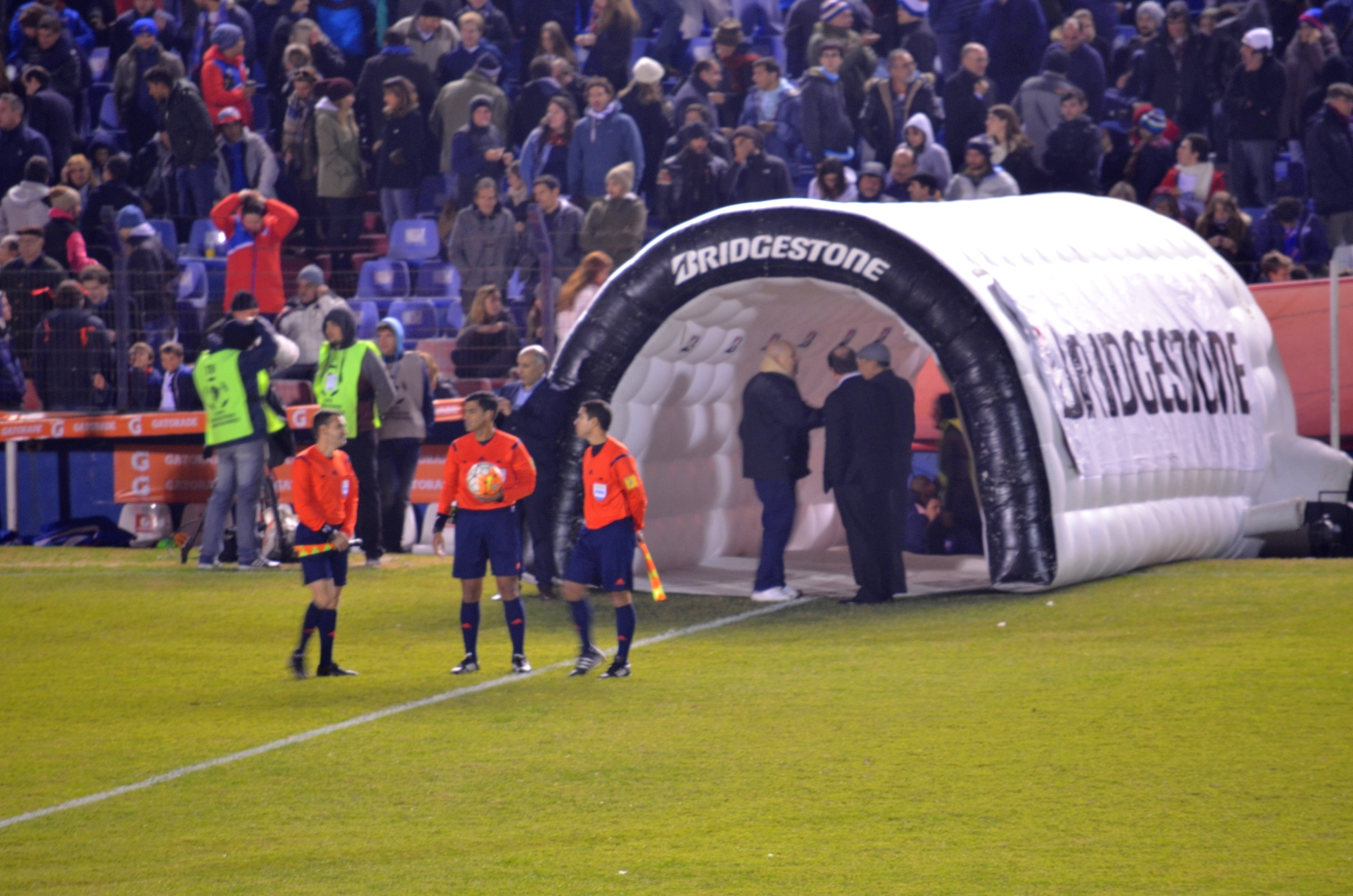
Logo de Bridgestone, presente como patrocinador comercial.

La Copa Libertadores produce mucha repercusión por ser uno de los torneos confederativos de clubes más importantes del mundo, junto con la Liga de Campeones de la UEFA.
Fox Sports poseía los derechos de retransmisión del campeonato continental en Latinoamérica hasta 2018. Al respecto, la suma que pagó T&C Sports (firma conformada por las empresas Torneos y Competencias de Argentina y Traffic de Brasil) por dichos derechos, fue de 70 000 000 de dólares por año por ambas competencias, los cuales fueron revendidos a Fox Sports. La TV Pública también retransmitió algunos partidos de la competición en Argentina hasta 2016.
Luego del escándalo de corrupción de la FIFA en 2015, la Conmebol decidió firmar el contrato de TV directamente con la cadena FOX hasta 2019, sin intermediarios.

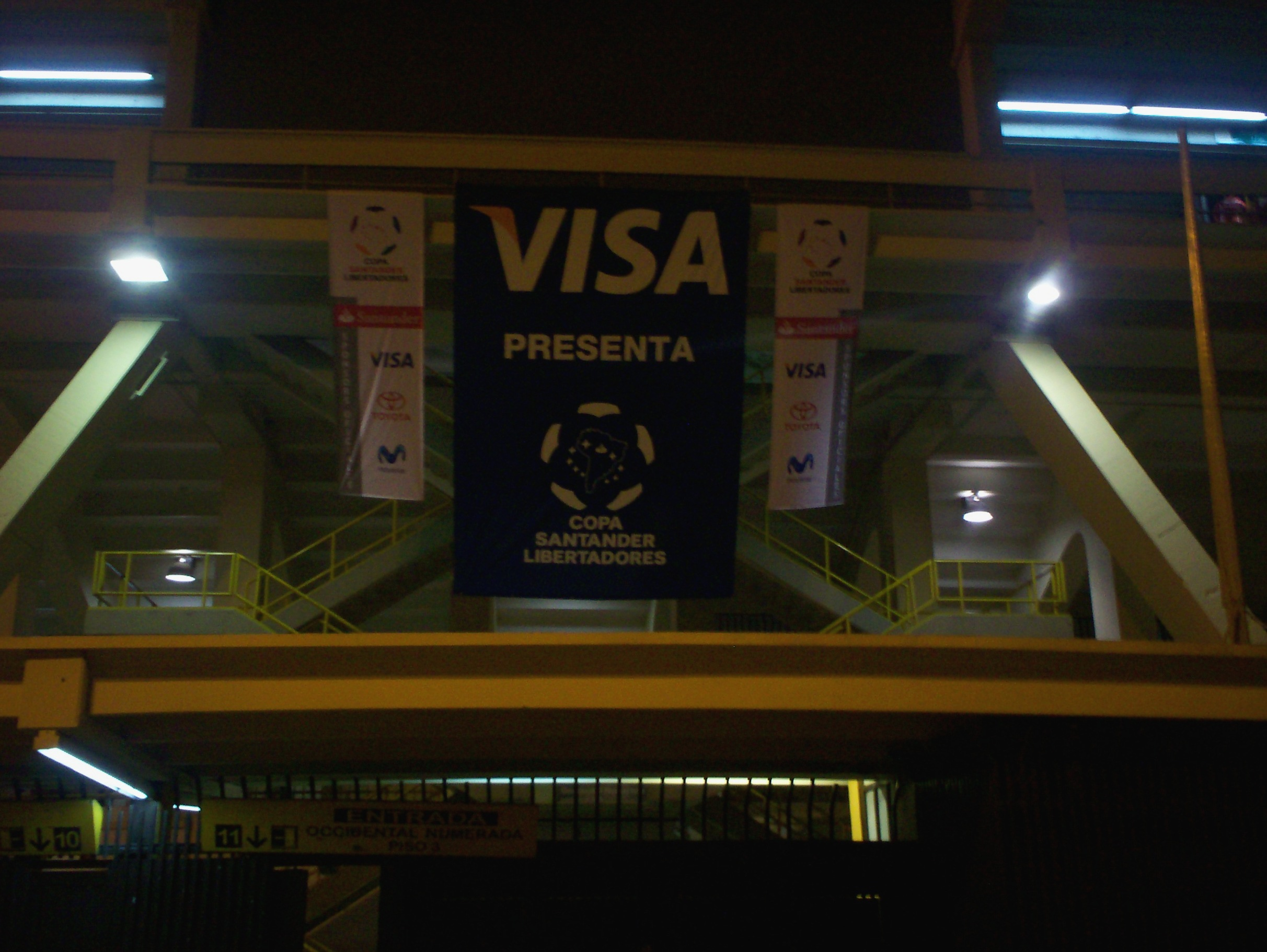
Algunos de los patrocinadores comerciales, presentes en El Campín de Bogotá.

Ya en 2020, ESPN comenzó a transmitirla en Sudamérica debido a la adquisición de 21st Century Fox por parte de The Walt Disney Company con la excepción de Chile (en tanto estas transmisiones se siguieron viendo por la pantalla de Fox Sports 1 pero con otro equipo de relatores y comentaristas; posteriormente, Fox Sports 1 empezaría a usar las transmisiones de ESPN). Muchos de estos encuentros se vieron por ESPN 2. A mediados de ese año la cadena SBT y Conmebol TV sustituyeron a TV Globo y SporTV respectivamente en los derechos de transmisión en Brasil.
En 2022 se licitó el paquete del ciclo 2023-2026 donde The Walt Disney Company Latin America renovó los derechos de televisión por suscripción para Sudamérica (incluyéndose a Guyana, Guayana Francesa, Surinam, Islas de la Cuenca del Caribe y Brasil) y los compró para América Central mediante los canales lineales de ESPN y el servicio de streaming Star+ (por razones legales la competición seguirá siendo emitida en televisión de paga únicamente por Fox Sports en Argentina y Fox Sports 1 en Chile). Se sumó, además, a Paramount Global que adquirió los derechos de TV Abierta en toda Latinoamérica (excepto en Brasil, donde, en su lugar, comparte los derechos de TV de paga con ESPN/Star+ en su servicio de streaming Paramount+), dónde se emiten partidos selectos por el servicio de streaming gratuito Pluto TV y mediante los canales de televisión abierta Telefe en Argentina y Chilevisión en Chile; en Brasil los partidos por TV Abierta retornan por TV Globo. En México después de dos temporadas siendo transmitida únicamente la fase final de la Copa por Claro Sports, ESPN/Star+ anunció que también empezaría a emitirla en su totalidad en dicho país a partir de 2023 abarcando el mismo periodo de licitación. Además, Bein Sports renovó sus derechos de transmisión para Estados Unidos y Canadá.

### Patrocinador comercial principal
De 1998 a 2007, Toyota fue el principal patrocinador comercial oficial de la Copa Libertadores, y el torneo fue llamado "Copa Toyota Libertadores" (durante el patrocinio de Toyota se entregaban otros premios adicionales en el partido de vuelta de la final: al equipo campeón se le entregaba un plato, al mejor jugador se le entregaba una llave grande —ésta se entregó hasta la edición 2012—, y al jugador más creativo se le entregaba un trofeo —este último sólo se entregó en las ediciones 2002 y 2003—). De 2008 a 2012, el Banco Santander fue el principal patrocinador comercial oficial de la Copa Libertadores, y el torneo fue llamado "Copa Santander Libertadores" (durante el patrocinio de Santander al equipo campeón se le entregaba un trofeo el cual era el logo del Banco Santander —una lengua de fuego—). De 2013 a 2017, Bridgestone se convirtió en el último principal patrocinador comercial oficial de la Copa Libertadores, y el torneo fue llamado "Copa Bridgestone Libertadores" (durante el patrocinio de Bridgestone al equipo campeón se le entregaba un plato). En 2023, la CONMEBOL anunció un acuerdo de patrocinio con el grupo Entain, para que este sea el patrocinador oficial de la Copa Libertadores, a través de sus marcas Sportingbet y Bwin.
Los patrocinadores comerciales de la Copa Libertadores no solamente aparecían en el nombre comercial del torneo, sino que además estaban presentes en el logo de la competición, en los estadios en donde se disputaban los partidos, etc.
No obstante, a fines de 2017 se anunció que la siguiente edición se realizaría sin patrocinador.
| \| Período \| Patrocinador \| Nombre comercial del torneo \| \| --------- \| --------------- \| -------------------------------------------------------- \| \| 1960-1964 \| — \| Copa de Campeones de América / Copa Campeones de América \| \| 1965-1997 \| — \| Copa Libertadores de América / Copa Libertadores \| \| 1998-2007 \| Toyota \| Copa Toyota Libertadores \| \| 2008-2012 \| Banco Santander \| Copa Santander Libertadores \| \| 2013-2016 \| Bridgestone \| Copa Bridgestone Libertadores \| \| 2017 \| Bridgestone \| Copa Conmebol Libertadores Bridgestone \| \| 2018-2019 \| Qatar Airways \| Copa Conmebol Libertadores \| \| 2020-act. \| — \| Copa Conmebol Libertadores \| |                 |                                                          |
| Período | Patrocinador    | Nombre comercial del torneo                              |
| 1960-1964 | —               | Copa de Campeones de América / Copa Campeones de América |
| 1965-1997 | —               | Copa Libertadores de América / Copa Libertadores         |
| 1998-2007 | Toyota          | Copa Toyota Libertadores                                 |
| 2008-2012 | Banco Santander | Copa Santander Libertadores                              |
| 2013-2016 | Bridgestone     | Copa Bridgestone Libertadores                            |
| 2017 | Bridgestone     | Copa Conmebol Libertadores Bridgestone                   |
| 2018-2019 | Qatar Airways   | Copa Conmebol Libertadores                               |
| 2020-act. | —               | Copa Conmebol Libertadores                               |

### Redes sociales
En la actualidad la Copa Libertadores también cuenta con las populares redes sociales. La llegada de la empresa Bridgestone, abrió el campo para el hincha en las redes sociales y con esto la Confederación Sudamericana de Fútbol en el año 2013 dio inicio con las cuentas oficiales de Twitter y Facebook del torneo, además de una web autorizada y certificada por la Conmebol.
En las cuentas oficiales, se publicará según la empresa patrocinadora, Bridgestone,  El Equipo Ideal de la Copa Libertadores y las Distinciones de la Copa Libertadores, algo recién elaborado desde 2013 en la competición y de 2012 en la Copa Sudamericana. Hoy ya tienen más de 120 000 seguidores la cuenta oficial de la Copa Libertadores en Facebook y más de 170 000 seguidores en la cuenta oficial de la Copa Libertadores en Twitter.

### Hinchadas

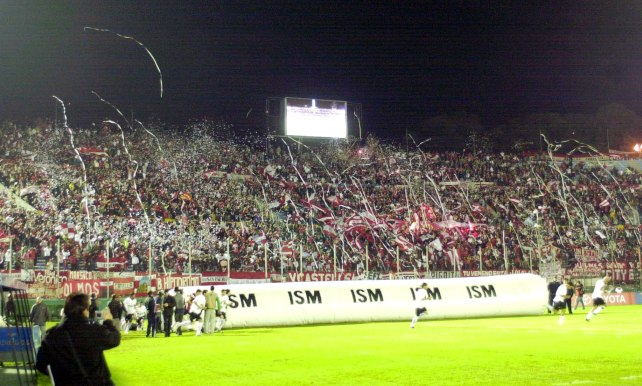
Cerca de 10 000 simpatizantes de Estudiantes concurrieron al Centenario de Montevideo en 2009.

La Copa Libertadores se caracteriza por la pasión de las hinchadas, generando una gran convocatoria en los estadios a medida que los clubes avanzan hacia las rondas finales del certamen. Esto hace que se den algunos hechos inusuales de asistencias masivas de hinchas de un país hacia otro, en cada eliminatoria de la copa.

#### Convocatoria
Un caso histórico sucedió durante la primera final de 1980, disputada en Porto Alegre. Cerca de 20 000 fanáticos de Nacional de Uruguay dijeron presente en el Beira-Rio del club Internacional de Brasil. A este acontecimiento se le conoce popularmente como «La toma de Porto Alegre» o «El segundo éxodo del pueblo oriental».
Otro hecho destacado tuvo lugar en los cuartos de final de 2009, cuando Estudiantes (LP) de Argentina visitó a Defensor Sporting de Uruguay acompañado por aproximadamente 10 000 hinchas, quienes se hicieron presentes en el Centenario de Montevideo.
En la Copa Libertadores 2015 cerca de 15 000 hinchas de River Plate viajaron a Asunción para presenciar la semifinal del certamen.[cita requerida]

#### Recibimientos
La Copa Libertadores 2013 fue apodada por algunos medios como la «Copa de las banderas gigantes» debido a la exhibición de grandes telones por parte de Millonarios de Colombia y Nacional de Uruguay. Millonarios presentó una bandera conocida como «Anaconda», que, según el club, medía 700 × 40 metros (28 000 m²), aunque la prensa colombiana dudó de estas medidas. Pocos días después, Nacional desplegó un telón de 600 × 50 metros metros (30 000 m²), al que se refirieron como la «Bandera más grande del mundo». Esta última fue mostrada el 4 de abril de 2013 durante un partido ante Toluca de México, en Montevideo. Ambos eventos recibieron cobertura en diversos medios de América y Europa.
Antes de 2013, otros equipos ya habían desplegado banderas de gran tamaño en el contexto de la Copa Libertadores. En 2011, la hinchada de Peñarol de Uruguay presentó una bandera de 309 × 46 metros (14 214 m²) desplegada antes del último partido de la fase de grupos ante Independiente de Argentina. Años antes, en 1997, los simpatizantes de Racing Club de Argentina mostraron una bandera de 145 × 40 metros (5800 m²) en el Cilindro, durante un encuentro de octavos de final frente a su compatriota River Plate.
En algunas ocasiones, la intensidad del entorno futbolístico ha derivado en incidentes que trascienden lo deportivo. Un caso emblemático ocurrió durante el partido de vuelta de los octavos de final de 2015 entre Boca Juniors y River Plate de Argentina, disputado en la Bombonera, donde se registró un grave incidente cuando simpatizantes locales introdujeron un dron y agredieron con gas pimienta a jugadores de visitantes en el túnel de acceso al segundo tiempo. El encuentro fue suspendido y, tras la intervención de la Conmebol, Boca Juniors fue descalificado y River Plate clasificado a cuartos de final. Investigaciones posteriores concluyeron que la agresión fue premeditada.
Así mismo, la Conmebol impartió sanciones por recibimientos de los equipos en sus certámenes. En la Copa Libertadores 2025, Racing Club y River Plate de Argentina debieron disputar un partido sin público tras recepciones que incluyeron el uso desmedido de pirotecnia. Peñarol de Uruguay también recibió una sanción similar, pero debió disputar toda la fase de grupos sin sus simpatizantes por además haber incluido actos de racismo.

## Historial
| San Lorenzo Argentina | Millonarios Colombia |

| Olimpia Paraguay | Santa Fe Colombia |

| Universidad Católica Chile | Nacional Uruguay |

| Botafogo Brasil | Peñarol Uruguay |

| Santos Brasil | Colo-Colo Chile |

| Boca Juniors Argentina | Santos Brasil |

| Universidad Católica Nacional | Independiente Boca Juniors Guaraní |

| Universitario River Plate Colo-Colo | Cruzeiro Peñarol |

| Racing Club Argentina | Peñarol Uruguay |

| Universidad Católica Chile | Peñarol Uruguay |

| River Plate Argentina | Universidad de Chile Chile |

| Palmeiras Universitario | Barcelona Unión Española |

| São Paulo Barcelona | Nacional Peñarol |

| San Lorenzo Millonarios | Cerro Porteño Botafogo |

| Peñarol Huracán | Millonarios Defensor Lima |

| Rosario Central Cruzeiro | Universitario Liga de Quito |

| Liga de Quito Alianza Lima | Independiente Peñarol |

| Deportivo Cali Libertad | Internacional Portuguesa |

| River Plate Atlético Mineiro | Cerro Porteño Alianza Lima |

| Guarani Palestino | Independiente Peñarol |

| Olimpia O'Higgins | América de Cali Vélez Sarsfield |

| Deportivo Cali Jorge Wilstermann | Nacional Peñarol |

| Flamengo River Plate | Olimpia Deportes Tolima |

| Estudiantes (LP) América de Cali | Nacional Atlético San Cristóbal |

| Nacional Universidad Católica | Flamengo Univ. de Los Andes |

| Independiente Blooming | El Nacional Peñarol |

| Argentinos Juniors Barcelona | Olimpia Bolívar |

| River Plate Independiente | Cobreloa Barcelona |

| América de Cali Colombia | San Lorenzo Argentina |

| Danubio Uruguay | Internacional Brasil |

| Atlético Nacional Colombia | River Plate Argentina |

| Boca Juniors Argentina | Atlético Nacional Colombia |

| Barcelona Ecuador | América de Cali Colombia |

| Cerro Porteño Paraguay | América de Cali Colombia |

| Junior Colombia | Olimpia Paraguay |

| Emelec Ecuador | River Plate Argentina |

| Universidad de Chile Chile | Grêmio Brasil |

| Colo-Colo Chile | Racing Club Argentina |

| River Plate Argentina | Cerro Porteño Paraguay |

| River Plate Argentina | Cerro Porteño Paraguay |

| América México | Corinthians Brasil |

| Palmeiras Brasil | Rosario Central Argentina |

| Grêmio Brasil | América México |

| América de Cali Colombia | Independiente Medellín Colombia |

| São Paulo Brasil | River Plate Argentina |

| River Plate Argentina | Guadalajara México |

| Libertad Paraguay | Guadalajara México |

| Cúcuta Deportivo Colombia | Santos Brasil |

| América México | Boca Juniors Argentina |

| Nacional Uruguay | Grêmio Brasil |

| São Paulo Brasil | Universidad de Chile Chile |

| Cerro Porteño Paraguay | Vélez Sarsfield Argentina |

| Santos Brasil | Universidad de Chile Chile |

| Newell's Old Boys Argentina | Santa Fe Colombia |

| Bolívar Bolivia | Defensor Sporting Uruguay |

| Guaraní Paraguay | Internacional Brasil |

| São Paulo Brasil | Boca Juniors Argentina |

| Barcelona Ecuador | River Plate Argentina |

| Grêmio Brasil | Palmeiras Brasil |

| Grêmio Brasil | Boca Juniors Argentina |

| River Plate Argentina | Boca Juniors Argentina |

| Atlético Mineiro Brasil | Barcelona Ecuador |

| Vélez Sarsfield Argentina | Palmeiras Brasil |

| Internacional Brasil | Palmeiras Brasil |

| Peñarol Uruguay | River Plate Argentina |

     Nombre oficial del torneo.

## Palmarés
27 clubes han sido campeones al menos una vez del torneo.
| Equipo                  | Títulos | Subcampeón | Años campeón                             | Años subcampeón                    |
| ----------------------- | ------- | ---------- | ---------------------------------------- | ---------------------------------- |
| Independiente           | 7       | -          | 1964, 1965, 1972, 1973, 1974, 1975, 1984 |                                    |
| Boca Juniors            | 6       | 6          | 1977, 1978, 2000, 2001, 2003, 2007       | 1963, 1979, 2004, 2012, 2018, 2023 |
| Peñarol                 | 5       | 5          | 1960, 1961, 1966, 1982, 1987             | 1962, 1965, 1970, 1983, 2011       |
| River Plate             | 4       | 3          | 1986, 1996, 2015, 2018                   | 1966, 1976, 2019                   |
| Estudiantes (LP)        | 4       | 1          | 1968, 1969, 1970, 2009                   | 1971                               |
| Olimpia                 | 3       | 4          | 1979, 1990, 2002                         | 1960, 1989, 1991, 2013             |
| Nacional                | 3       | 3          | 1971, 1980, 1988                         | 1964, 1967, 1969                   |
| São Paulo               | 3       | 3          | 1992, 1993, 2005                         | 1974, 1994, 2006                   |
| Palmeiras               | 3       | 3          | 1999, 2020, 2021                         | 1961, 1968, 2000                   |
| Santos                  | 3       | 2          | 1962, 1963, 2011                         | 2003, 2020                         |
| Grêmio                  | 3       | 2          | 1983, 1995, 2017                         | 1984, 2007                         |
| Flamengo                | 3       | 1          | 1981, 2019, 2022                         | 2021                               |
| Cruzeiro                | 2       | 2          | 1976, 1997                               | 1977, 2009                         |
| Internacional           | 2       | 1          | 2006, 2010                               | 1980                               |
| Atlético Nacional       | 2       | 1          | 1989, 2016                               | 1995                               |
| Colo-Colo               | 1       | 1          | 1991                                     | 1973                               |
| Atlético Mineiro        | 1       | 1          | 2013                                     | 2024                               |
| Fluminense              | 1       | 1          | 2023                                     | 2008                               |
| Racing Club             | 1       | -          | 1967                                     |                                    |
| Argentinos Juniors      | 1       | -          | 1985                                     |                                    |
| Vélez Sarsfield         | 1       | -          | 1994                                     |                                    |
| Vasco da Gama           | 1       | -          | 1998                                     |                                    |
| Once Caldas             | 1       | -          | 2004                                     |                                    |
| Liga de Quito           | 1       | -          | 2008                                     |                                    |
| Corinthians             | 1       | -          | 2012                                     |                                    |
| San Lorenzo             | 1       | -          | 2014                                     |                                    |
| Botafogo                | 1       | -          | 2024                                     |                                    |
| América de Cali         | -       | 4          |                                          | 1985, 1986, 1987, 1996             |
| Cobreloa                | -       | 2          |                                          | 1981, 1982                         |
| Newell's Old Boys       | -       | 2          |                                          | 1988, 1992                         |
| Barcelona               | -       | 2          |                                          | 1990, 1998                         |
| Deportivo Cali          | -       | 2          |                                          | 1978, 1999                         |
| Athletico Paranaense    | -       | 2          |                                          | 2005, 2022                         |
| Universitario           | -       | 1          |                                          | 1972                               |
| Unión Española          | -       | 1          |                                          | 1975                               |
| Universidad Católica    | -       | 1          |                                          | 1993                               |
| Sporting Cristal        | -       | 1          |                                          | 1997                               |
| Cruz Azul               | -       | 1          |                                          | 2001                               |
| São Caetano             | -       | 1          |                                          | 2002                               |
| Guadalajara             | -       | 1          |                                          | 2010                               |
| Nacional                | -       | 1          |                                          | 2014                               |
| Tigres UANL             | -       | 1          |                                          | 2015                               |
| Independiente del Valle | -       | 1          |                                          | 2016                               |
| Lanús                   | -       | 1          |                                          | 2017                               |

Datos actualizados: Final temporada 2024.

### Títulos por país
Siete federaciones tienen clubes campeones de Sudamérica. Brasil es la federación que aporta más equipos campeones: 12.
| País      | Títulos | Subcampeón | Clubes campeones |
| --------- | ------- | ---------- | --- |
| Argentina | 25      | 13         | Independiente (7), Boca Juniors (6), River Plate (4), Estudiantes (LP) (4), Racing Club (1), Argentinos Juniors (1), Vélez Sarsfield (1) y San Lorenzo (1)                                   |
| Brasil    | 24      | 19         | São Paulo (3), Santos (3), Grêmio (3), Palmeiras (3), Flamengo (3), Cruzeiro (2), Internacional (2), Vasco da Gama (1), Corinthians (1), Atlético Mineiro (1), Fluminense (1) y Botafogo (1) |
| Uruguay   | 8       | 8          | Peñarol (5) y Nacional (3) |
| Colombia  | 3       | 7          | Atlético Nacional (2) y Once Caldas (1) |
| Paraguay  | 3       | 5          | Olimpia (3) |
| Chile     | 1       | 5          | Colo-Colo (1) |
| Ecuador   | 1       | 3          | Liga de Quito (1) |
| México    | 0       | 3          | |
| Perú      | 0       | 2          | |

Datos actualizados: Final temporada 2024.
1. ↑  No participó en las ediciones de 1966, 1969 y 1970.
2. ↑  No participó en las ediciones de 1965 y 1966.
3. ↑  No participó en la edición de 1960.
4. ↑  País invitado desde 1998 hasta 2016.

## Estadísticas históricas

### Mejor jugador del torneo
La Confederación Sudamericana de Fútbol otorga oficialmente, desde la edición 2007, el premio al Mejor Jugador de la Copa Libertadores al más destacado de cada temporada:
| Temporada | Jugador              | Club              |
| --------- | -------------------- | ----------------- |
| 2007      | Juan Román Riquelme  | Boca Juniors      |
| 2008      | Joffre Guerrón       | Liga de Quito     |
| 2009      | Juan Sebastián Verón | Estudiantes (LP)  |
| 2010      | Giuliano             | Internacional     |
| 2011      | Neymar               | Santos            |
| 2012      | Emerson Sheik        | Corinthians       |
| 2013      | Ronaldinho           | Atlético Mineiro  |
| 2014      | Nicolás Olivera      | Defensor Sporting |
| 2015      | Joffre Guerrón       | Tigres            |
| 2016      | Alejandro Guerra     | Atlético Nacional |
| 2017      | Luan                 | Grêmio            |
| 2018      | Gonzalo Martínez     | River Plate       |
| 2019      | Bruno Henrique       | Flamengo          |
| 2020      | Marinho              | Santos            |
| 2021      | Gabriel Barbosa      | Flamengo          |
| 2022      | Pedro                | Flamengo          |
| 2023      | No entregado         | No entregado      |
| 2024      | Luiz Henrique        | Botafogo          |

### Goleadores
El anexo de la página web de la Conmebol, goleadores de la Copa Libertadores muestra la lista de los mayores anotadores de la Copa Libertadores de todos los tiempos. Alberto Spencer es el máximo goleador con 54 tantos, mientras que Daniel Onega cuenta con la mayor cantidad de goles en una sola edición con 17, en 1966.
| Temporada | Jugador                | Club                  | Goles |
| --------- | ---------------------- | --------------------- | ----- |
| 1960      | Alberto Spencer        | Peñarol               | 7     |
| 1961      | Osvaldo Panzutto       | Santa Fe              | 4     |
| 1962      | Coutinho               | Santos                | 6     |
| 1962      | Enrique Raymondi       | Emelec                | 6     |
| 1962      | Alberto Spencer        | Peñarol               | 6     |
| 1963      | José Sanfilippo        | Boca Juniors          | 7     |
| 1964      | Mario Rodríguez        | Independiente         | 6     |
| 1965      | Pelé                   | Santos                | 8     |
| 1966      | Daniel Onega           | River Plate           | 17    |
| 1967      | Norberto Raffo         | Racing Club           | 14    |
| 1968      | Tupãzinho              | Palmeiras             | 11    |
| 1969      | Alberto Ferrero        | Santiago Wanderers    | 9     |
| 1969      | Miguel Loayza          | Deportivo Cali        | 9     |
| 1970      | Francisco Bertocchi    | Liga de Quito         | 9     |
| 1970      | Oscar Más              | River Plate           | 9     |
| 1971      | Luis Artime            | Nacional              | 10    |
| 1971      | Raúl Castronovo        | Peñarol               | 10    |
| 1972      | Toninho Guerreiro      | São Paulo             | 6     |
| 1972      | Oswaldo Ramírez        | Universitario         | 6     |
| 1972      | Percy Rojas            | Universitario         | 6     |
| 1972      | Teófilo Cubillas       | Alianza Lima          | 6     |
| 1973      | Carlos Caszely         | Colo-Colo             | 9     |
| 1974      | Fernando Morena        | Peñarol               | 7     |
| 1974      | Pedro Rocha            | São Paulo             | 7     |
| 1974      | Terto                  | São Paulo             | 7     |
| 1975      | Fernando Morena        | Peñarol               | 8     |
| 1975      | Oswaldo Ramírez        | Universitario         | 8     |
| 1976      | Palhinha               | Cruzeiro              | 13    |
| 1977      | Néstor Scotta          | Deportivo Cali        | 5     |
| 1978      | Guillermo La Rosa      | Alianza Lima          | 8     |
| 1978      | Néstor Scotta          | Deportivo Cali        | 8     |
| 1979      | Miltão                 | Guarani               | 6     |
| 1979      | Juan José Oré          | Universitario         | 6     |
| 1980      | Waldemar Victorino     | Nacional              | 6     |
| 1981      | Zico                   | Flamengo              | 11    |
| 1982      | Fernando Morena        | Peñarol               | 7     |
| 1983      | Arsenio Luzardo        | Nacional              | 8     |
| 1984      | Tita                   | Flamengo              | 8     |
| 1985      | Juan Carlos Sánchez    | Blooming              | 11    |
| 1986      | Juan Carlos de Lima    | Deportivo Quito       | 9     |
| 1987      | Ricardo Gareca         | América de Cali       | 7     |
| 1988      | Arnoldo Iguarán        | Millonarios           | 5     |
| 1989      | Carlos Aguilera        | Peñarol               | 10    |
| 1989      | Raúl Vicente Amarilla  | Olimpia               | 10    |
| 1990      | Adriano Samaniego      | Olimpia               | 7     |
| 1991      | Gaúcho                 | Flamengo              | 8     |
| 1992      | Palhinha               | São Paulo             | 7     |
| 1993      | Juan Carlos Almada     | Universidad Católica  | 9     |
| 1994      | Stalin Rivas           | Minervén              | 7     |
| 1995      | Mário Jardel           | Grêmio                | 12    |
| 1996      | Antony de Ávila        | América de Cali       | 11    |
| 1997      | Alberto Acosta         | Universidad Católica  | 11    |
| 1998      | Sérgio João            | Bolívar               | 10    |
| 1999      | Gauchinho              | Cerro Porteño         | 6     |
| 1999      | Fernando Baiano        | Corinthians           | 6     |
| 1999      | Víctor Bonilla         | Deportivo Cali        | 6     |
| 1999      | Ruberth Morán          | Estudiantes de Mérida | 6     |
| 1999      | Ruben Sosa             | Nacional              | 6     |
| 2000      | Luizão                 | Corinthians           | 15    |
| 2001      | Lopes Tigrão           | Palmeiras             | 9     |
| 2002      | Rodrigo Mendes         | Grêmio                | 10    |
| 2003      | Marcelo Delgado        | Boca Juniors          | 9     |
| 2003      | Ricardo Oliveira       | Santos                | 9     |
| 2004      | Luís Fabiano           | São Paulo             | 8     |
| 2005      | Santiago Salcedo       | Cerro Porteño         | 9     |
| 2006      | Aloísio                | São Paulo             | 5     |
| 2006      | Félix Borja            | El Nacional           | 5     |
| 2006      | José Luis Calderón     | Estudiantes (LP)      | 5     |
| 2006      | Agustín Delgado        | Liga de Quito         | 5     |
| 2006      | Sebastián Ereros       | Vélez Sarsfield       | 5     |
| 2006      | Ernesto Farías         | River Plate           | 5     |
| 2006      | Fernandão              | Internacional         | 5     |
| 2006      | Marcinho               | Palmeiras             | 5     |
| 2006      | Daniel Montenegro      | River Plate           | 5     |
| 2006      | Nilmar                 | Corinthians           | 5     |
| 2006      | Mariano Pavone         | Estudiantes           | 5     |
| 2006      | Jorge Quinteros        | Universidad Católica  | 5     |
| 2006      | Patricio Urrutia       | Liga de Quito         | 5     |
| 2006      | Washington             | Palmeiras             | 5     |
| 2007      | Salvador Cabañas       | América               | 10    |
| 2008      | Salvador Cabañas       | América               | 8     |
| 2008      | Marcelo Moreno Martins | Cruzeiro              | 8     |
| 2009      | Mauro Boselli          | Estudiantes (LP)      | 8     |
| 2010      | Thiago Ribeiro         | Cruzeiro              | 8     |
| 2011      | Roberto Nanni          | Cerro Porteño         | 7     |
| 2011      | Wallyson               | Cruzeiro              | 7     |
| 2012      | Neymar                 | Santos                | 8     |
| 2012      | Matías Alustiza        | Deportivo Quito       | 8     |
| 2013      | Jô                     | Atlético Mineiro      | 7     |
| 2014      | Julio dos Santos       | Cerro Porteño         | 5     |
| 2014      | Nicolás Olivera        | Defensor Sporting     | 5     |
| 2015      | Gustavo Bou            | Racing Club           | 8     |
| 2016      | Jonathan Calleri       | São Paulo             | 9     |
| 2017      | José Sand              | Lanús                 | 9     |
| 2018      | Miguel Borja           | Palmeiras             | 9     |
| 2018      | Wilson Morelo          | Santa Fe              | 9     |
| 2019      | Gabriel Barbosa        | Flamengo              | 9     |
| 2020      | Fidel Martínez         | Barcelona             | 8     |
| 2021      | Gabriel Barbosa        | Flamengo              | 11    |
| 2022      | Pedro                  | Flamengo              | 12    |
| 2023      | Germán Cano            | Fluminense            | 13    |
| 2024      | Júnior Santos          | Botafogo              | 10    |

### Entrenadores campeones
El uruguayo Roberto Scarone llevó a Peñarol al éxito en la edición inaugural, torneo que se disputó en 1960, y repitió la hazaña en la temporada siguiente. Clubes y entrenadores argentinos dominaron la competencia a finales de 1960, ganando 12 de los 15 torneos desde 1964 a 1978. En la década de 1990, los brasileños dominaron la competición con seis victorias entre 1992 y 1999.
Hasta 2024, los entrenadores argentinos han sido los más exitosos, ganando 27 torneos en total, seguido por los brasileños con 20 victorias y los uruguayos con 10 títulos. Sólo en nueve ocasiones el torneo fue ganado por técnicos extranjeros: el croata Mirko Jozić llevó al equipo chileno Colo-Colo a la victoria en 1991; el argentino Edgardo Bauza ganó con el club ecuatoriano Liga Deportiva Universitaria de Quito en 2008; los portugueses Jorge Jesus, Abel Ferreira y Artur Jorge alcanzaron el título con Flamengo, Palmeiras y Botafogo de Brasil en 2019, 2020, 2021 y 2024, respectivamente; y el uruguayo Luis Cubilla, en 1979 y 1990 y el argentino Nery Pumpido en 2002 llevaron al éxito a Olimpia de Paraguay. Los mencionados Mirko Jozić, Jorge Jesús, Abel Ferreira y Artur Jorge son los únicos entrenadores no nacidos en América del Sur que se han coronado en el certamen.
El director técnico más exitoso de la Copa Libertadores es Carlos Bianchi, que ganó el torneo en cuatro ocasiones. Con Vélez Sarsfield, obtuvo la edición de 1994, y con Boca Juniors ganó las ediciones de los años 2000, 2001 y 2003. Es seguido por Osvaldo Zubeldía, que logró tres títulos, todos consecutivos, en 1968, 1969 y 1970 con Estudiantes de La Plata, y por otros once entrenadores que ganaron el torneo continental en dos ocasiones.
Junto con Carlos Bianchi, sólo otros tres entrenadores han ganado el título con dos clubes diferentes: Paulo Autuori (con Cruzeiro en 1997 y São Paulo en 2005), Luiz Felipe Scolari (con Grêmio en 1995 y Palmeiras en 1999), y Edgardo Bauza (con Liga de Quito en 2008 y San Lorenzo en 2014).

### Clasificación histórica
Es un registro acumulativo de todos los resultados de los partidos, los puntos y títulos de cada equipo que ha jugado en la Copa Libertadores desde su creación en 1960  hasta la final de la edición 2024.
River Plate acumula la mayor cantidad de puntos logrados (633), también es quien posee más partidos ganados (199), más goles convertidos (665) y mayor diferencia de gol (+247). Nacional es el equipo con más partidos jugados (427), partidos empatados (115) y partidos ganados en condición de visitante (67).
Los 10 primeros de la clasificación son:
| Pos. | Equipo        | Part. | Títulos | PJ  | PG  | PE  | PP  | GF  | GC  | Dif. | Puntos |
| ---- | ------------- | ----- | ------- | --- | --- | --- | --- | --- | --- | ---- | ------ |
| 1    | River Plate   | 40    | 4       | 402 | 199 | 106 | 97  | 665 | 418 | +247 | 633    |
| 2    | Nacional      | 51    | 3       | 427 | 181 | 115 | 131 | 591 | 465 | +126 | 565    |
| 3    | Boca Juniors  | 32    | 6       | 333 | 169 | 89  | 75  | 491 | 284 | +207 | 541    |
| 4    | Peñarol       | 49    | 5       | 387 | 174 | 80  | 133 | 580 | 467 | +113 | 490    |
| 5    | Olimpia       | 45    | 3       | 343 | 136 | 96  | 111 | 488 | 430 | +58  | 426    |
| 6    | Palmeiras     | 24    | 3       | 242 | 136 | 49  | 57  | 468 | 242 | +226 | 423    |
| 7    | Cerro Porteño | 45    | 0       | 341 | 124 | 96  | 121 | 424 | 446 | -22  | 420    |
| 8    | Gremio        | 22    | 3       | 215 | 112 | 44  | 59  | 328 | 197 | +131 | 367    |
| 9    | Bolívar       | 38    | 0       | 263 | 106 | 55  | 102 | 388 | 399 | -11  | 328    |
| 10   | São Paulo     | 22    | 3       | 209 | 101 | 52  | 56  | 320 | 196 | +124 | 324    |

### Cantidad de participaciones por equipos
Listado de los equipos que han participado en la Copa Libertadores de América, desde 1960 hasta la edición en curso.
Los 10 primeros de la clasificación son:
| Equipo           | Part. | Consecutivas desde | Mejor desempeño                                | Últimas ediciones   | Últimas ediciones   | Últimas ediciones   | Últimas ediciones | Últimas ediciones   |
| Equipo           | Part. | Consecutivas desde | Mejor desempeño                                | 2020                | 2021                | 2022                | 2023              | 2024                |
| ---------------- | ----- | ------------------ | ---------------------------------------------- | ------------------- | ------------------- | ------------------- | ----------------- | ------------------- |
| Nacional         | 51    | 1997               | Campeón (1971, 1980, 1988)                     | Cuartos de final    | Fase de grupos      | Fase de grupos      | Octavos de final  | Octavos de final    |
| Peñarol          | 49    | 2024               | Campeón (1960, 1961, 1966, 1982, 1987)         | Fase de grupos      | -                   | Fase de grupos      | -                 | Semifinal           |
| Olimpia          | 45    | -                  | Campeón (1979, 1990, 2002)                     | Fase de grupos      | Cuartos de final    | Fase de grupos      | Cuartos de final  | -                   |
| Cerro Porteño    | 45    | 2018               | Semifinal (1973, 1978, 1993, 1998, 1999, 2011) | Tercera fase previa | Octavos de final    | Octavos de final    | Fase de grupos    | Fase de grupos      |
| River Plate      | 40    | 2015               | Campeón (1986, 1996, 2015, 2018)               | Semifinal           | Cuartos de final    | Octavos de final    | Octavos de final  | Semifinal           |
| Sporting Cristal | 39    | 2019               | Subcampeón (1997)                              | Segunda fase previa | Fase de grupos      | Fase de grupos      | Fase de grupos    | Segunda fase previa |
| Bolívar          | 38    | 2018               | Semifinal (1986, 2014)                         | Fase de grupos      | Tercera fase previa | Segunda fase previa | Cuartos de final  | Octavos de final    |
| Colo-Colo        | 37    | 2022               | Campeón (1991)                                 | Fase de grupos      | -                   | Fase de grupos      | Fase de grupos    | Cuartos de final    |
| Universitario    | 34    | 2024               | Subcampeón (1972)                              | Segunda fase previa | Fase de grupos      | Segunda fase previa | -                 | Fase de grupos      |
| Boca Juniors     | 32    | -                  | Campeón (1977, 1978, 2000, 2001, 2003, 2007)   | Semifinal           | Octavos de final    | Octavos de final    | Subcampeón        | -                   |

### Estadios de las finales
Considerando la edición de 2024, se disputaron 65 finales de Copa Libertadores en las que se jugaron 138 partidos debido a los diferentes formatos de competición: desde 1960 hasta 1987, los partidos se jugaban a ida y vuelta con la posibilidad de un tercer partido de desempate si fuera necesario; en 1988 se eliminó esa opción de desempate; y desde 2019, el formato cambió al modelo actual de final a partido único en sede neutral previamente elegida. El estadio que más finales albergó es el estadio Centenario de Montevideo, que fue el anfitrión en 21 partidos, incluyendo la ida de la final de la primera edición.
El Centenario es, a su vez, el estadio que albergó más ceremonias de entrega del trofeo con 8 ediciones, igualado con el estadio Nacional de Santiago. La única vez que se entregó el trofeo fuera de suelo sudamericano fue en la edición 2018, cuando la vuelta de la final se trasladó al Santago Bernabéu de Madrid.
- En negrita las ediciones en que el estadio fue sede de la entrega del trofeo.

| Estadio                           | Finales | Partido decisivo | Ediciones (Partido decisivo)                                                                                                 | Ciudad                   |
| --------------------------------- | ------- | ---------------- | --- | ------------------------ |
| Estadio Centenario                | 21      | 8                | 1960, 1961, 1962, 1964, 1965, 1966, 1967, 1968, 1969, 1970, 1971, 1973, 1977, 1980, 1981, 1982, 1983, 1987, 1988, 2011, 2021 | Montevideo, Uruguay      |
| Estadio Nacional                  | 11      | 8                | 1965, 1966, 1967, 1973, 1974, 1975, 1976, 1981, 1982, 1987, 1993                                                             | Santiago, Chile          |
| Estadio La Bombonera              | 11      | 4                | 1963, 1977, 1978, 1979, 2000, 2001, 2003, 2004, 2007, 2012, 2018                                                             | Buenos Aires, Argentina  |
| Estadio Defensores del Chaco      | 10      | 3                | 1960, 1975, 1979, 1985, 1989, 1990, 1991, 2002, 2013, 2014                                                                   | Asunción, Paraguay       |
| Estadio Monumental                | 8       | 5                | 1962, 1966, 1976, 1985, 1986, 1996, 2015, 2024                                                                               | Buenos Aires, Argentina  |
| Estadio de Morumbí                | 7       | 5                | 1992, 1993, 1994, 2000, 2003, 2005, 2006                                                                                     | São Paulo, Brasil        |
| Estadio de la Doble Visera        | 7       | 3                | 1964, 1965, 1972, 1973, 1974, 1975, 1984                                                                                     | Avellaneda, Argentina    |
| Estadio de Pacaembú               | 6       | 4                | 1961, 1968, 1974, 2002, 2011, 2012                                                                                           | São Paulo, Brasil        |
| Estadio Olímpico Pascual Guerrero | 6       | -                | 1978, 1985, 1986, 1987, 1996, 1999                                                                                           | Cali, Colombia           |
| Estadio Mineirão                  | 5       | 3                | 1976, 1977, 1997, 2009, 2013                                                                                                 | Belo Horizonte, Brasil   |
| Estadio de Maracaná               | 5       | 3                | 1963, 1981, 2008, 2020, 2023                                                                                                 | Río de Janeiro, Brasil   |
| Estadio Olímpico Monumental       | 4       | 2                | 1983, 1984, 1995, 2007 | Porto Alegre, Brasil     |
| Estadio Beira-Rio                 | 4       | 2                | 1980, 2005, 2006, 2010 | Porto Alegre, Brasil     |
| Estadio Jorge Luis Hirschi        | 4       | 1                | 1968, 1969, 1970, 1971 | La Plata, Argentina      |
| Estadio Monumental                | 3       | 3                | 1990, 1998, 2022 | Guayaquil, Ecuador       |
| Estadio Nacional                  | 3       | 1                | 1971, 1972, 1997 | Lima, Perú               |
| Estadio Atanasio Girardot         | 2       | 2                | 1995, 2016 | Medellín, Colombia       |
| Estadio Gigante de Arroyito       | 2       | -                | 1988, 1992 | Rosario, Argentina       |
| Estadio El Campín                 | 1       | 1                | 1989 | Bogotá, Colombia         |
| Estadio Monumental                | 1       | 1                | 1991 | Santiago, Chile          |
| Estadio Palestra Itália           | 1       | 1                | 1999 | São Paulo, Brasil        |
| Estadio Palogrande                | 1       | 1                | 2004 | Manizales, Colombia      |
| Estadio Pedro Bidegain            | 1       | 1                | 2014 | Buenos Aires, Argentina  |
| Estadio Ciudad de Lanús           | 1       | 1                | 2017 | Lanús, Argentina         |
| Estadio Santiago Bernabéu         | 1       | 1                | 2018 | Madrid, España           |
| Estadio Monumental                | 1       | 1                | 2019 | Lima, Perú               |
| Estadio de Vila Belmiro           | 1       | -                | 1962 | Santos, Brasil           |
| Estadio El Cilindro               | 1       | -                | 1967 | Avellaneda, Argentina    |
| Estadio José Amalfitani           | 1       | -                | 1994 | Buenos Aires, Argentina  |
| Estadio de São Januário           | 1       | -                | 1998 | Río de Janeiro, Brasil   |
| Estadio Azteca                    | 1       | -                | 2001 | Ciudad de México, México |
| Estadio Casa Blanca               | 1       | -                | 2008 | Quito, Ecuador           |
| Estadio Único                     | 1       | -                | 2009 | La Plata, Argentina      |
| Estadio Chivas                    | 1       | -                | 2010 | Zapopan, México          |
| Estadio Universitario             | 1       | -                | 2015 | Monterrey, México        |
| Estadio Olímpico Atahualpa        | 1       | -                | 2016 | Quito, Ecuador           |
| Arena do Grêmio                   | 1       | -                | 2017 | Porto Alegre, Brasil     |

1. ↑  De nombre oficial Estadio Alberto J. Armando, en las finales de 1963, 1977, 1978, 1979 su nombre era Estadio Boca Juniors y en la final de 2000, Estadio Camilo Cichero.
2. ↑  En la final de 1960 su nombre era Estadio de Puerto Sajonia.
3. ↑  En las finales de 1962, 1966, 1976 y 1985 su nombre era Estadio Monumental; en 1986, 1996 y 2015 su nombre era Estadio Monumental-Antonio Vespucio Liberti, y en la final de 2024 su nombre comercial era Estadio Mâs Monumental.
4. ↑  De nombre oficial Estadio Cícero Pompeu de Toledo.
5. ↑  Su nombre oficial era Estadio Independiente.
6. ↑  De nombre oficial Estadio Municipal Paulo Machado de Carvalho.
7. ↑  De nombre oficial Estadio Governador Magalhães Pinto.
8. ↑  De nombre oficial Estadio Jornalista Mário Filho.
9. ↑  De nombre oficial Estadio José Pinheiro Borda.
10. ↑  En 1968 y 1969 era conocido como Estadio Estudiantes (LP).
11. ↑  De nombre comercial Estadio Monumental Banco Pichincha, en la final de 1990 su nombre era Estadio Monumental de Barcelona y en 1998 Estadio Monumental Isidro Romero Carbo.
12. ↑  En 1988 y 1992 su nombre era Estadio Rosario Central.
13. ↑  Oficialmente llamado Estadio Urbano Caldeira.
14. ↑  Oficialmente llamado Estadio Presidente Perón.
15. ↑  Oficialmente llamado Estadio Vasco da Gama.
16. ↑  De nombre oficial Estadio Rodrigo Paz Delgado, en la final de 2008 su nombre era Estadio Liga Deportiva Universitaria.
17. ↑  En la final de 2009 su nombre era Estadio Ciudad de La Plata.
18. ↑  En la final de 2010 su nombre comercial era Estadio Omnilife.